# SAWA
SAWA（さわ、SAWA、11月6日 - ）は、日本のシンガーソングライター。血液型はAB型。身長157cm。

## 人物
幼少期にヴァイオリンとピアノを習い、絶対音感を身につける。元高校教師という一面も持つ。
2008年6月にミニ・アルバム『COLORS』でCDデビュー。2010年より打ち込みでの楽曲制作を開始し、同年に1stフル・アルバム『Welcome to Sa-World』を発表。
ゆるふわなファンシー・ヴォイスとシュールで底抜けに明るいキャラクターで愛され、多くの作品に参加。また、自身の活動の他、楽曲提供(作詞/作曲/編曲)や歌唱・コーラス参加、主催イベント「サワソニ」の定期開催、CM・サウンドロゴ歌唱など幅広く活躍。2020年発売の『転職活動』まで通算13枚のアルバムをリリースしている。

## 来歴
2008年
- 5月1日、発売されたPSP用ソフト「ニッポンのあそこで」にて、福富幸宏が手がけたオープニングテーマ「Discovery」にヴォーカルで参加[1]。
- 6月18日、半沢武志（FreeTEMPO）を音楽プロデューサーに迎えた5曲入りのミニアルバム「COLORS」でインディーズデビューを果たした[2]。
- 12月10日、RAM RIDER、福富幸宏、中塚武、A Hundred Birds、瀧澤賢太郎ら豪華プロデューサー陣を迎えた2ndミニアルバム「TIME&SPACE」を発売しiTune Music Storeのダンスチャートで1位を獲得した[3]。

2009年
- 7月22日、5曲入りのミニアルバム「I Can Fly」でEpic Recordsよりメジャーデビューした[4]。
- 11月25日、ミニアルバム「Swimming Dancing」をリリース[5]。

2010年
- 1月、作曲（自身で打ち込み）をスタートさせ、アレンジなども行う。
- 3月21日、Twitterを開始。
- 4月7日、ミニアルバム「あいにいくよ」を発売[6]。
- 5月24日、韓国の西江大学校・メアリホールで行われた、JMIC（在韓日本大使館 公報文化院 日本音楽情報センター）開設10周年記念イベントにライブ出演。
- 7月7日、17曲入りの1stフルアルバム「Welcome to Sa-World」を発売[7]。
- 10月10日、初のワンマンライブ「Sa-Worldへようこそ」を渋谷club asiaにて開催[8]。
- 11月4日、楽曲「Mysterious Zone」を配信リリース。

2011年
- 2月27日、 Mt.RAINIER HALL SHIBUYA PLEASURE PLEASUREにてワンマンライブ「SAWAの惑星～Sa-Worldの逆襲～」開催[9]。
- 6月24日、 Mt.RAINIER HALL SHIBUYA PLEASURE PLEASUREにてワンマンライブ「SAWAの惑星～ワクワクフェスティバル～」を開催。
- 10月9日、主催イベント「SAWA presents リアチャル」を池尻大橋2.5Dで開催。
- 10月、DJ WASA（わーさー）名義でDJ活動を開始。
- 11月5日、原宿アストロホールでワンマンライブ「SAWAの惑星～Sa-Worldの侵略～」を開催。

2012年
- 3月、配信が開始された佐々木希の「カラフルワールド」で作詞・作曲を担当。初の楽曲提供となる[10]。
- 5月16日、楽曲「Good day Sunshine」を配信リリースする。iTunesエレクトロチャートで初登場5位を獲得[11]。
- 10月、オフィシャルFacebookオープン。
- 11月10日、代官山 晴れたら空に豆まいて にてランチ付きワンマンライブ「SAWAプレゼンツ☆ごはんのあるライブ」開催。
- 12月19日、ミニアルバム「ソプラノレイン」をリリース[12]。
- 12月 - 2013年1月、NHK「みんなのうた」の放送曲に「ソプラノレイン」が採用される[13]。

2013年
- 1月 - 3月、日本テレビ「NNNストレイトニュース」のウェザーコーナー放送曲に「Try Again!」が採用される。
- 6月、声優アイドル四人組ワンリルキスの4thシングル「恋してほしくて」CW「You and me」の二曲を作詞·作曲アレンジをし、プロデュース。
- 6月9日、渋谷GLADにてデビュー5周年記念イベント「SAWA☆Debut 5th Anniversary バシバシ!!ワイワイ!!SAWAのカム着火祭」開催[14]。
- 6月28日、ロクシタン青山本店のオープンを記念して制作されたウェブCMに音楽提供を行う。
- 7月1日、音楽ダウンロードサイトOTOTOYより、初のライブ音源配信リリース[15]。
- 7月17日、音楽ダウンロードサイトOTOTOYより、バンドライブ音源「Live at 音霊OTODAMA SEA STUDIO」を配信リリースする[16]。
- 7月、シブヤDOMINIONの2ndシングル「トキメキラヴァー」収録曲Dear Candygirlの作詞・作曲・プロデュース。
- 8月28日、楽曲「Mr.Brown」を配信リリース。YouTubeにてミュージックビデオを公開[17]。
- 9月、作詞・作曲・共同アレンジのタイトルチューン「ミッドナイトConfusion」を含むEspeciaの1stシングルがリリースされる。
- 9月、YouTubeにてAKB48のカバー「恋するフォーチュンクッキー」を公開し、大きな反響を得る。
- 9月14日、代官山 晴れたら空に豆まいてにてランチ付きワンマンライブ「SAWAプレゼンツ☆ごはんのあるライブ2」開催。
- 10月、レインボータウンFM「SAWAのデュベティカット・フライアウェイラジオ」放送開始。
- 10月、フコク生命TVCM 未来のとびら 人生の転機「キティ ボーカル」篇にコーラス参加。
- 11月、TOKAIコミュニティチャンネル「ミシラジTV」にナビゲーターとして出演。
- 11月6日、主催・バースデー企画イベント「アイドルサワーソニック2013」を代官山LOOPにて開催。
- 12月、CANDLESの3rd-EP「Sense of direction」収録曲Voiceの作詞を担当。
- 12月、YouTubeにてワン・ダイレクション「Live While We're Young」の替え歌カバー「あたしの目が黒いうちに」を公開。

2014年
- 1月13日、代官山 晴れたら空に豆まいてにてツーマンライブ「SAWAとワンリルキス、親子ふれあいツーマン」開催。
- 2月2日、昼夜2回公演の主催イベント「アイドルサワーソニック2014」を渋谷GLADにて開催[18]。
- 4月、BOAT RACE振興会のTVCM「BOATNYA CM Episode3 -BLUE BOATNYA DANCE-」篇の歌唱を担当する。
- 4月11日、代官山LOOPにて主催イベント「アイドルサワーソニック2014の2」開催[19]。
- 4月21日、楽曲提供を行ったBrandear（ブランディア）TVCMの放送開始。「しりとり」「花占い」の2篇
- 5月3日、昼夜2回公演の主催イベント「サワソニVol.4」を渋谷TSUTAYA O-nestにて開催[20]。
- 6月5日、フランスのTV局Nolifeの番組「101％」の音楽情報コーナー「OTO #282」内にてビデオメッセージが放送される。
- 6月29日、昼夜2公演の主催イベント「サワソニVol.5」を渋谷GLADにて開催。
- 8月16日、昼夜2公演の主催イベント「サワソニvol.6」を代官山LOOPにて開催[21]。
- 9月24日、ミニアルバム「RingaRinga」をリリース。YouTubeにて収録曲「RingaRinga」「君とバーテンダー」のミュージックビデオが公開される[22]。
- 10月19日、昼夜2公演の主催イベント「サワソニVol.7 生誕＆リリパ」を渋谷Gladにて開催。
- 11月26日、初の公式ニコニコ生放送番組「ニコサワ」スタート。
- 12月19日、主催イベント「サワソニVol.8」を渋谷Gladにて開催する。自身作詞、縄田寿志作曲「LastSnowFlakes」を披露。

2015年
- 1月16日、主催イベント「サワソニVol.9」を原宿ストロボカフェにて開催する[23]。
- 1月26日、作詞・作曲・プロデュースしたKOTOへの提供曲「ギザギザのロンリナイ」がライブ会場限定CDとしてリリースされる。
- 2月4日、楽曲「LastSnowFlakes」を配信リリースする。YouTubeにてミュージックビデオの公開、公式ホームページもリニューアルされる[24]。
- 2月8日、作曲を担当した寺嶋由芙への提供曲「ジュリエットのパラドックス」収録のライブ会場限定CDが発売される。
- 3月15日、主催イベント「サワソニVol.10」を渋谷Gladにて開催する。自身作詞、縄田寿志作曲・編曲「チャイニーズは突然に」を初披露。
- 3月20日、歌唱を担当したLINE PayのTVCMが放送開始。
- 3月24日、作詞・作曲した「Good day Sunshine」のカバーを含むアイドルネッサンスの3rdシングルが発売される。
- 4月、歌唱を担当した株式会社 明治 ヨーグレット・ハイレモンのTVCM「ポリポリダンス」篇の放送開始。
- 5月2日、作詞・作曲した「ナガレボシ」を含むつばさFlyの1stフルアルバムがリリースされる。
- 5月3日、茨城県の守谷フレンドパークにて初の主催野外フェス「サワソニ野外フェスVol.11」を成功させる。
- 5月27日、自身作詞、縄田寿志作曲・編曲の「チャイニーズは突然に」を配信リリースする[25]。
- 6月15日、楽曲「チャイニーズは突然に」と、リミックス版を含む「LastSnowFlakes」を収録したCDをライブ会場限定でリリース。
- 6月16日、作曲・編曲した「白昼夢☆バカンス」収録の武井麻里子1stソロシングル「五感☆採集Vol.1」ライブ会場、mona recordsで発売される。
- 7月17日、Hauptharmonie結成一周年ワンマンコンサート限定シングルに、作曲・編曲した「Searching,Afraid,Wandering,Acutes」が収録される。
- 7月19日、主催イベント「サワソニVol.12」を渋谷Gladにて開催する。自身作詞、縄田寿志作曲の「たましい」を初披露。
- 8月、花王の新バスマジックリンTVCM「泡切れ早い！」篇で商品名のサウンドロゴを担当する。
- 8月2日、イケアのWebCM「ファースト・イケアデート」篇で歌唱を担当する。
- 8月24日、作詞・作曲・編曲を担当した「Dokin」を含む小桃音まいのライブ会場限定シングルが発売される。
- 9月6日、主催イベント「サワソニVol.13」を渋谷LoungeNEOにて開催する。佐々木希への提供曲「カラフルワールド」ワンリルキスへの提供曲「恋してほしくて」のセルフカバーを披露し、ライブ会場限定でCDリリース。
- 9月25日、KOTOへの提供・楽曲3曲をまとめたライブ会場限定CD「KOTOSAWAシスターズ」が発売される。
- 9月26日、守谷市商工会主催の「第32回守谷市商工まつり ～きらめき守谷夢彩都フェスタ～」にサワソニSPECIAL LIVEで参加出演。
- 10月1日、エステティックサロン「銀座カラー」の広告宣伝車CMソングの歌唱を担当する。
- 10月18日、主催イベント「サワソニVol.14」を渋谷Gladにて開催。
- 11月8日、主催イベント「サワソニVol.15 SAWA生誕祭」を渋谷Glad・LoungeNEOの2会場連動で開催する。
- 11月、スカパーダンスチャンネルの番組と連動したスター発掘プロジェクト「舞勇伝」に審査員として参加。誕生したガールズダンスボーカルユニット「TOKYO喫茶」をプロデュースする。
- 12月18日、サウンドロゴを担当した、ローラ (モデル)が出演しているファッション情報サイトMERY（メリー）のTVCM放送スタート。

2016年
- 1月13日、8枚目のミニアルバム「踊れバルコニー」をリリースする。YouTubeにて収録曲「踊れバルコニー」「チャイニーズは突然に」のミュージックビデオを公開[26]。
- 1月16日、主催イベント「サワソニVol.16 〜SAWA「踊れバルコニー」レコ発〜」を渋谷Gladで開催。
- 1月31日、作詞・作曲を担当した「ジグザグノンストップ」を含むTOKYO喫茶のライブ会場限定CDが発売される。
- 2月20日、スマートフォン向けリズムアクションゲーム「ガールフレンド（♪）」に、作詞・作曲・編曲を担当した楽曲「Sketch」千代浦あやめ（CV：小松未可子）を提供する。
- 3月16日、作曲・編曲を担当した「白昼夢☆バカンス」収録の武井麻里子1stミニアルバム「NEW」が発売される。
- 3月19日、主催イベント「サワソニVol.17」を渋谷Gladにて開催する。
- 3月31日、作詞・作曲･プロデュースを担当したTOKYO喫茶への提供曲「ハイパーアロハオエ」がライブ会場限定でCD発売される。
- 5月3日、自身作詞、佐々木喫茶作曲・編曲の「おぼろげダンシン」がライブ会場限定でCD発売される。
- 5月8日、主催イベント「サワソニVol.18」を渋谷Gladにて開催。
- 5月25日 作詞・作曲を担当したねうちゃん（ねう（じゅじゅ）のソロ活動時の名義）への提供曲「ネガポジ」「さらさらさら地」Live Rec Var.がライブ会場限定でCD発売される。
- 6月7日、作曲・編曲を担当した「どんなに離れていても君を感じていたい...」を含むつばさFlyの5thシングル、メンバー限定盤 藤井 勇綺 ver.が発売される。
- 6月12日、NMB48山本彩が出演しているアリナミン7シリーズTVCM「セルフィー疲れ」篇、WebCM「乙です、ソーシャルちゃん！」篇で歌唱を担当する。
- 6月15日、作詞を担当したタイトル曲「おやすみ星」収録の能登有沙ソロシングルが発売される。
- 6月28日、提供曲「ジグザグノンストップ」「ハイパーアロハオエ」を含むTOKYO喫茶の1stアルバムが発売される。
- 7月9日、主催イベント「サワソニ19 海の家」を片瀬海岸西浜海水浴場特設ステージと海の家PLAY THE EARTHの2会場連動で開催する。
- 7月14日、アコースティック音源を集めた「サワソニ19 海の家 ACOUSTIC LIVE　2016.7.9」をライブ会場限定でCD発売。
- 8月4日、フィーチャリングにライムベリーのMC MIRIを迎えた初のラップ楽曲「ワナビア罠」を配信リリースする[27]。
- 8月13日、上野恩賜公園 水上音楽堂にて主催野外イベント「サワソニ20 野外フェス」を開催する。初のラップ楽曲「ワナビア罠 SAWA feat.MIRI」をライブ会場限定でCD発売。
- 9月10日、11日、茨城県の水海道あすなろの里にて主催野外イベント「サワソニ21 前泊キャンプ」「サワソニ21 キャンプ」を成功させる。
- 9月15日、映像制作企業DLEと月刊漫画雑誌月刊コロコロコミックによる共同企画「はみだしコロコロ」に登場する、そり猫のキャラクターボイスを担当。
- 9月24日、守谷市商工会主催の「第33回守谷市商工まつり ～きらめき守谷夢彩都フェスタ～」にサワソニSPECIAL LIVEで参加出演。
- 9月25日、作詞・作曲を担当したTOKYO喫茶への提供曲「気まぐれスパークリング」収録のライブ会場限定CDが発売される。
- 10月30日、作詞・作曲を担当した提供曲「日に日に増し増し」が収録されたニーナシェルカの1stアルバムが発売される。
- 11月、楽曲提供を行った佐鳴予備校のTVCM「笑顔編」「真剣編」が愛知県、静岡県、岐阜県で放送開始。
- 11月4日、自身作詞・作曲・編曲Yunomiによるセルフカバー曲「CandyGirl」を配信リリースする[28]。
- 11月6日、主催生誕イベント「サワソニ22 生誕祭」を上野恩賜公園 水上音楽堂にて開催する。2017年1月7日に渋谷Gladにて「サワソニ23」を開催すると発表。自身作詞・作曲・編曲Yunomiによる「CandyGirl」をライブ会場限定でCD発売。
- 11月13日、作詞・作曲を担当した小泉花恋の2ndシングル「チクタクテレポート」がライブ会場限定でCD発売される。
- 12月10日、作詞・作曲を担当したKOTOへの提供曲「PoisonGirl」がライブ会場限定でCD発売される。
- 12月14日、作詞・作曲を担当した「KeepOn」が収録されたChelipの6thシングルが発売される。
- 12月21日、住宅買取再販ブランド「カウリノ」のCMで歌唱を担当する。
- 12月23日、9枚目のミニアルバム「いじっぱりマーメイド」を2017年2月14日に発売すると発表。YouTubeにて自身作詞、宮野弦士作曲・編曲のタイトル曲「いじっぱりマーメイド」のミュージックビデオを公開する[29]。

2017年
- 1月7日、主催イベント「サワソニ23あけおめ祭」を渋谷Gladにて開催する。新曲「いじっぱりマーメイド」をライブ初披露。
- 1月15日、作詞を担当したリナチックステイトの楽曲「トーキョーSPOT LIGHT」がライブ会場限定でCD発売される。
- 2月13日、共催イベント「いじっぱりワールド」を新宿MARZで開催。作詞・作曲・編曲を担当した能登有沙とのコラボ曲「アーリーサマー」をライブ初披露。YouTubeにて自身作詞、佐々木喫茶作曲・編曲「おぼろげダンシン」のミュージックビデオを公開する。
- 2月14日、9枚目のミニアルバム「いじっぱりマーメイド」をリリースする。
- 3月11日、主催イベント「サワソニ24」を渋谷Gladにて開催する。
- 4月5日、作詞・作曲・プロデュースを担当したSaoriiiiiへの提供曲「フリーパス・ライセンス」が配信リリースされる（2017年3月25日からライブ会場限定CD発売）[30]。
- 4月12日、作詞・作曲を担当した提供曲「ねいちゃーファンタジー」「サラサラサラ地」を含むねうちゃん初の全国流通CDが発売される。
- 4月15日、作曲家・宮野弦土率いるバンド「7セグメント」のメンバーとして活動開始。
- 5月3日 作詞・作曲を担当した「彩れっ!プレイグラウンド」「気まぐれスパークリング」を含むTOKYO喫茶の2ndアルバムが発売される。
- 5月24日、サウンドプロデュースにTomgggを迎えたHauptharmonieへの提供曲のセルフカバー「シャボン・タイムマシン」を配信リリース[31]。
- 5月27日、主催イベント「サワソニ25」を上野恩賜公園 水上音楽堂にて開催する。自身作詞・作曲、Tomggg編曲の「シャボン・タイムマシン」をライブ初披露し、会場限定でのCD発売開始。
- 7月8日、主催イベント「サワソニ26 海の家」を片瀬海岸西浜海水浴場特設ステージ・海の家PLAY THE EARTHの2会場連動で開催。作詞･作曲･編曲を担当した能登有沙とのコラボ曲「アーリーサマー」をライブ会場限定でCD発売する。
- 7月19日、作詞・作曲・編曲を担当した楽曲「Sketch」千代浦あやめ（CV：小松未可子）が収録されたCDが発売される。
- 8月2日 作曲・編曲を担当した楽曲「クークラ」トゥニエイツ（CV：諏訪彩花 & CV：藤井ゆきよ）が収録されたCDが発売される。
- 8月22日、作詞・作曲を担当したKOTOへの提供曲「PoisonGirl」収録のシングルが発売される。
- 8月27日 主催イベント「サワソニ27」を上野恩賜公園 水上音楽堂にて開催する。自身作詞・作曲、fazerock編曲の「YOU AND ME」をライブ初披露し、会場限定でのCD発売を開始。
- 9月30日、守谷市商工会主催の「第34回守谷市商工まつり ～きらめき守谷夢彩都フェスタ～」にサワソニSPECIAL LIVEで参加出演。
- 10月4日、作詞・作曲・編曲を担当した楽曲「チクタクテレポート」を含む小泉花恋の1stフルアルバムが発売される。
- 10月9日、主催イベント「サワソニ28」を上野恩賜公園 水上音楽堂にて開催する。
- 11月5日、主催生誕イベント「サワソニ29 生誕スペシャル」を上野恩賜公園 水上音楽堂にて開催する。自身作詞・作曲、矢追とは編曲のつばさFlyへの提供曲のセルフカバー「ナガレボシ」をライブ初披露し、会場限定でのCD発売開始。
- 12月21日、作詞を担当した鈴木花純&RIO（from RY's）の楽曲「パーソナルモザイク」を収録したCDがライブ会場限定で発売される。

2018年
- 1月15日、楽曲制作と歌唱を担当したスポーツ振興くじBIGのウェブCMが公開される。
- 1月27日、主催イベント「サワソニ30 今年もよろしくお願いし祭」を渋谷Gladにて開催する。カバー曲「天体観測」のミュージックビデオを公開。作詞・作曲・編曲を担当したTOKYO喫茶への提供曲のセルフカバー「ハイパーアロハオエ」と、バンド・7セグメントの「シアワセの末路」「天井階段」をライブ会場限定でCD発売。
- 3月14日、11曲入りアルバム「高貴愛されスタンス」を発売[32]。
- 3月18日、主催イベント「サワソニ31」を渋谷Gladにて開催する。
- 3月29日、サウンドロゴを担当したプロミスのTVCM「はじめてのデート」篇が公開される。
- 4月27日、雨上がり決死隊がMCを務める大阪チャンネルの配信番組「雨上がりコンプライアンス」ウェブCM音楽の作詞・作曲・歌唱を担当する。
- 5月11 - 13日、主催イベント「サワソニ32 ブートキャンプ ～高みを目指せ～」を西多摩郡おおばキャンプ村にて開催する。同公演内で、片瀬海岸西浜海水浴で7月14日に「サワソニ海の家」を開催すると発表。
- 6月18日、恵比寿BATICAにてデビュー10周年記念ワンマンライブを行う。自身作詞・作曲、熊原正幸編曲の小桃音まいへの提供曲のセルフカバー「Dokin」をライブ会場限定でCDリリース。
- 7月14日、主催イベント「サワソニ33 海の家」を片瀬海岸西浜海水浴場特設ステージ・海の家PLAY THE EARTHの2会場連動で開催。スポーツ振興くじBIGのウェブCM曲セルフカバー「BIG」を会場限定でCD発売する。
- 9月13日、歌唱を担当したパソナテック スペシャルムービー『HelloWorld 6人のエンジニアの6ヶ月間』全4話が公開される。
- 10月28日、音楽系即売会イベント「M3 2018年秋」にて作詞SAWA・作曲、編曲・有木竜郎の新曲「業務提携」を会場限定でCD発売開始。
- 12月29日、ダイセル 年末年始TVCM第2弾「飛んでくるのダ」篇の歌唱+ナレーションを担当。

2019年
- 1月19日、主催イベント「サワソニ36 新年祭」を渋谷Gladにて開催。KOTO提供曲セルフカバー「Poison Girl」を会場限定でCD発売開始。
- 3月17日、主催イベント「サワソニ37 新年祭」を渋谷Gladにて開催。小泉花恋提供曲セルフカバー「チクタクテレポート」を会場限定でCD発売開始。7セグメント「Studio Bootleg Vol.1」を会場限定でCD発売。
- 4月17日、10曲入りアルバム「美人薄命エーゲ海」を発売。
- 4月18日、コクーンシティCM 4周年誕生祭篇CMソングの歌唱を担当。
- 4月30日、小林愛香 1st Fan Meeting(舞浜アンフィシアター) "and PARTY!!" テーマソング"A.N.D." 作編曲を担当。
- 7月13日、主催イベント「サワソニ39 海の家」を片瀬海岸西浜海水浴場特設ステージ・海の家PLAY THE EARTHの2会場連動で開催。Chelip提供曲セルフカバー「KeepOn」を会場限定でCD発売開始。
- 8月24日、主催イベント「サワソニ40 海の家2」を片瀬海岸西浜海水浴場特設ステージ・海の家PLAY THE EARTHの2会場連動で開催。ニーナシェルカ提供曲セルフカバー「日に日に増し増し」を会場限定でCD発売開始。
- 10月19日、川嶋志乃舞レコ発＆生誕祭「ハイカラサミット」に7セグメントで出演。「I wanna be 楽な人生」を会場限定でCD発売開始。
- 11月10日、主催イベント「サワソニ42 生誕祭」を上野恩賜公園 水上音楽堂で開催。erica(ex.エレクトリックリボン)提供曲セルフカバー「バイブスバイブレーション」を会場限定でCD発売開始。
- 11月26日、TBSテレビ「その他の人に会ってみた」の「元女性教師が驚きの転身！」コーナーに出演。同年10月19日の7セグメントライブも一瞬だが放映される。

2020年
- 1月26日、主催イベント「サワソニ43 新年祭」を渋谷Gladで開催。」作詞SAWA・作曲/編曲・有木竜郎の新曲「転職活動」を会場限定でCD発売開始。
- 3月6日、川口春奈出演の QTmobile おしゃべりシリーズ「お得な訳は」CM歌唱を担当。
- 4月10日、作詞・作曲SAWA、編曲・吉村隆行のSaoriiiii提供曲セルフカバー「フリーパスライセンス」をBASE(通販)でCD発売開始。
- 7月10 - 12日、主催イベント「サワソニ44キャンプ」を西多摩郡おおばキャンプ村にて開催する。配信中に制作・公開していた「ソーシャル☆ディスタンス」を会場、BASE(通販)でCD発売開始。
- 9月4 - 6日、主催イベント「サワソニ45キャンプ」を西多摩郡おおばキャンプ村にて開催する。作詞SAWA・作編曲:Yackleの新曲「老人ホーム (feat. Yackle)」を会場、BASE(通販)でCD発売開始。
- 11月2日、TBSラジオ「アフター6ジャンクション」(スタジオライブ) に出演。
- 11月3日、主催イベント「サワソニ46 生誕祭」を上野恩賜公園 水上音楽堂で開催。
- 11月4日、10曲入りアルバム「転職活動」を発売。
- 2020年11月15日、主催イベント「サワソニ47 リリイベ」を上野恩賜公園 水上音楽堂で開催。

2021年
- 2月10日、全9曲の作詞を担当した狂い咲けセンターロード最新アルバム「PRIDE」(CD)が発売。(※各種配信では2020/12/12リリース)
- 2月13日、主催イベント「サワソニ48R」を渋谷club asiaで開催。狂い咲けセンターロード提供曲「五臓六腑ハッピーライフ」セルフカバーをライブ初公開。
- 2月17日、作詞・作編曲を担当したc/w「すきすきっす」が収録のエレクトリックリボン最新シングル「fallin'rollin'love」が発売。当楽曲はファン投票によるエリボン2020ベストアワードにて1位を獲得している。
- 2月17日、エレクトリックリボン提供曲「すきすきっす」の制作風景やトークを収録した「エレクトリックリボン楽曲提供☆制作秘話」をYouTubeにて公開。
- 3月13日、KOTOとのコラボ楽曲「へなちょこ (feat. SAWA)」が各サブスク・配信サイトより公開開始。
- 3月17日、作詞・作編曲を担当した「THE MUSIC INTO SUMMER」がタイトルソングで収録のSUMMER ROCKET ミニアルバム「THE MUSIC INTO SUMMER」が発売。
- 3月31日、タウンワークWebCM「キズナアイが歌で説明してみた」編の楽曲制作を担当。
- 4月16日、自身が所属するバンド、7セグメント「イビツな計画」プロモーション映像をプレミア公開。各種サブスク・配信サイトでも先行配信開始。
- 5月7 - 9日、主催イベント「サワソニ50キャンプ」を西多摩郡おおばキャンプ村にて開催。作詞SAWA・作編曲:MisoilePunch♪の新曲「最短ハッピーエンド」を会場、BASE(通販)でCD発売開始。
- 5月19日、作詞を担当した「週末メリーゴーランド」、作詞・作曲・編曲を担当した「アイボリー」収録のごいちー(cana÷biss) 2ndシングル「週末メリーゴーランド」CDが全国発売。
- 6月5日、作詞・作曲・編曲を担当した「Shuffle」収録の くぴぽ 3rd ALBUM「絶対結婚しような！！！！」が発売。
- 7月2 - 4日、主催イベント「サワソニ51キャンプ」を西多摩郡おおばキャンプ村にて開催。作詞SAWA・作編曲・宮野弦士の新曲「透けるインサイド」を会場、BASE(通販)でCD発売開始。
- 8月8日、作詞・作編曲を担当したラストクエスチョン「おっちょこちょい」MVがYouTubeにて公開。
- 8月13 - 15日、主催イベント「サワソニ52キャンプ」を西多摩郡おおばキャンプ村にて開催。TOKYO喫茶 提供曲セルフカバー「エナジー&シナジー」を会場、BASE(通販)でCD発売開始。
- 10月7日、 「最短ハッピーエンド」が各種サブスク、音楽配信サービスで配信開始。
- 10月24日、XOXO EXTREME主催「Three sides to Every story vol.2」(小岩オルフェウス)に7セグメントで出演。会場にて本日初公開の新曲「Jealousy」(作曲:武宮優馬)や既発曲を収録した1st Full Album「RECEPTION」を発表。
- 10月29日、新規立ち上げ予定のアイドルグループ「Fenomeno」プロジェクトに参加。告知動画にて流れる「希望メカニズム」を作詞作曲SAWA・Remix:Batsuにて提供。
- 10月31日、主催イベント「サワソニ53 ハロウィン祭」にて作詞SAWA・作編曲:Dr.usuiの新曲「絶対的栄光ダンス」をライブ初公開。会場、BASE(通販)でCD発売開始。
- 11月15日、「絶対的栄光ダンス」が各種サブスク、音楽配信サービスで配信開始。
- 12月15日、作詞・作曲・編曲を担当した「恋してビャンビャン麺」、「JuicyBaby」、「アイボリー」収録のごいちー(ex.cana÷biss) 2ndアルバム「恋してビャンビャン麺」がCDが全国発売。

2022年
- 1月9日、主催イベント「サワソニ55 あけおめ祭」にて大石理乃提供曲セルフカバー「淡い夢ロディ」をライブ初公開。会場、BASE(通販)でCD発売開始。
- 1月9日、主催イベント「サワソニ55 あけおめ祭」にて作詞・作曲を担当した7セグメント「Harmony」をライブ初公開。
- 1月26日、作詞・作曲・編曲を担当した「Cast」収録のMEWCATUNE 1st e.p.「Falling Down!!」CDが全国発売。
- 2月21日、作詞・Vocalで参加した松江潤「ためらいブルー feat. SAWA」が各種サブスク、音楽配信サービスで配信開始。
- 2月28日、作詞・作曲・編曲を担当したオモテカホ「Justice」(配信限定シングル)が各種サブスク、音楽配信サービスで配信開始。
- 3月5日、自身が所属する7セグメントの1st Full Album「RECEPTION」が2022年4月16日に発売決定。同日に活動5周年とアルバムリリースを記念した初のワンマンライブ「7SEGMENT 5th Anniversary “RECEPTION” Party」が下北沢MOSAiCで開催予定。
- 3月12日、主催イベント「サワソニ56」にてくぴぽ提供曲セルフカバー「記憶を消してあげるよ」をライブ初公開。会場、BASE(通販)でCD発売開始。
- 3月12日、銀のスプーン「にゃんSpoon」 TVCM「こぼれにくい革命篇」Bのサウンドロゴ歌唱を担当。
- 3月14日、作詞・作曲・編曲を担当した小泉花恋「シークレットテレパシー」 が各種サブスク、音楽配信サービスで配信開始。
- 3月16日、作詞・作曲・編曲を担当したラストクエスチョン「おっちょこちょい」 が各種サブスク、音楽配信サービスで配信開始。
- 3月23日、作詞・作曲・編曲を担当したSUMMER ROCKET「THE MUSIC INTO SUMMER」アニメMVが公開。
- 3月26日、大石理乃提供曲セルフカバー「淡い夢ロディ」が各種サブスク、音楽配信サービスで配信開始。
- 3月26日、くぴぽ提供曲セルフカバー「記憶を消してあげるよ」が各種サブスク、音楽配信サービスで配信開始。
- 4月2日、TOKYO喫茶提供曲セルフカバー「エナジー&シナジー」が各種サブスク、音楽配信サービスで配信開始。
- 4月16日、自身が所属する7セグメントの1st Full Album「RECEPTION」が発売。各種サブスク、音楽配信サービスでも配信開始。
- 4月16日、自身が所属する7セグメントの初のワンマンライブ「7SEGMENT 5th Anniversary “RECEPTION” Party」が下北沢MOSAiCで開催。[33]
- 5月11日、全曲作詞・作曲・編曲を担当したばっぷる 1stシングル「雨降りサンデイ」 から標題曲「雨降りサンデイ」が各種サブスク、音楽配信サービスで先行配信開始。CDは5月25日全国発売。
- 5月14日、作詞・作曲・編曲を担当したばっぷる「雨降りサンデイ」MVが公開。
- 5月21日、ごいちー×オモテカホのユニット『みにまみゅ〜ず』がお披露目。作詞・作曲・編曲を担当した「imitation」が会場、cana÷biss通販、西金沢少女団オンラインショップにて販売開始。
- 5月25日、全曲作詞・作曲・編曲を担当したばっぷる1stシングル「雨降りサンデイ」 が全国発売。各種サブスク、音楽配信サービスでも配信開始。
- 6月3日、2021年7月リリースの「透けるインサイド」MVが公開。作詞SAWA, 作編曲は宮野弦士。
- 7月9日、主催イベント「サワソニ58 キャンプ」にてごいちー(ex. cana÷biss)提供曲セルフカバー「Shining Wonderland」をライブ初公開。会場、BASE(通販)でCD発売開始。
- 7月16日、番組内の音楽制作を担当したテレビ朝日系列「ハナコの超集中！ふれるな！」が放送。
- 8月8日、ごいちー(ex. cana÷biss)提供曲セルフカバー「Shining Wonderland」が各種サブスク、音楽配信サービスで配信開始。
- 8月15日、ごいちー(ex. cana÷biss)提供曲セルフカバー楽曲「上の空モード」ジャケットイラストコンテストを開催。GENSEKIサイトより募集開始。
- 11月13日 作詞・作曲・編曲を担当した「夏色花火」収録のSUMMER  ROCKETフルアルバム「Endless Summer 光」がイベント物販、Rocket Base(通販)にて発売開始。
- 11月13日、主催イベント「サワソニ60 生誕祭」にてごいちー(ex. cana÷biss)提供曲セルフカバー楽曲「上の空モード」ミュージックカードを会場で販売開始。カップリングにはばっぷる提供曲セルフカバー「やったんday」を収録。
- 11月13日、主催イベント「サワソニ60 生誕祭」にてサワソニ限定(?)新規グループ「unraffine(アンラフィネ)」お披露目。メンバーはSAWA, YUKA(元LiLii Kaona), KARIN(元DEATHRABBITS), MOMONA(元狂い咲けセンターロード), MOEKA(元PATI PATI CANDY...☆, TOKYO喫茶)の5名。会場で結成記念&生誕記念のMUSIC  CARDを発売開始。「希望メカニズム」「絶対的栄光ダンス」の2曲を収録。
- 12月14日、作詞・作曲・編曲を担当した「Imitation」「インターネットコミュニケーション」収録のごいちー(ex. cana÷biss) 3rdミニアルバム「聴かせてよ、ミスター」が全国発売。
- 12月14日、作詞を担当した「週末メリーゴーランド」収録のごいちー(ex. cana÷biss) 7インチアナログ盤「週末メリーゴーランド E.P.」が全国発売。
- 12月24日、作詞・作曲・編曲を担当した新体制エレクトリックリボン新曲「Passion Future」が各種サブスク、音楽配信サービスで配信開始。
- 12月24日、作詞・作曲・編曲を担当したラストクエスチョン「NeverEndingStory」が各種サブスク、音楽配信サービスで配信開始。
- 12月27日、作詞・作曲・編曲を担当したMEWCATUNE「Prelude」収録の「幸せのユクエ」が各種サブスク、音楽配信サービスで配信開始。

2023年
- 1月1日、作詞・作曲・編曲を担当したSUMMER ROCKET「夏色花火」MVが公開。
- 2月4日、楽曲プロデュースを担当しているばっぷるとコラボしたミュージックカード「Mysterious Zone/フリーパスライセンス」をばっぷる2ndワンマンライブ会場で販売開始。
- 2月11日、ごいちー(ex. cana÷biss)提供曲セルフカバー楽曲「上の空モード」が各種サブスク、音楽配信サービスで配信開始。
- 2月11日、作詞・作曲・編曲、メンバーとして歌唱も担当したunraffine「希望メカニズム」が各種サブスク、音楽配信サービスで配信開始。
- 3月6日、楽曲プロデュースを担当したDRAWS A DREAM一期生オフィシャルメンバーからの5名のグループ「Fenomeno」のティザーPVが公開。
- 3月18日、主催イベント「サワソニ62」にて自身プロデュースの新規ユニット「メリリーバンピー」お披露目。メンバーはShino(詩野), Mio(夕月未終), Hitomi(鈴音ひとみ), Anzu(∫積分あんず), Nibeko(にべ子)の5名。会場でMUSIC  CARDを発売開始。SAWA楽曲カバーの「KeepOn」「転職活動」の2曲を収録。
- 3月23日、作詞・作曲・編曲を担当した「夏色花火」収録のSUMMER  ROCKETフルアルバム「Endless Summer 光」が各種サブスク、音楽配信サービスで配信開始。
- 3月27日、楽曲プロデュースを担当した「DRAWS A DREAM」一期生がメンバーの「Fenomeno」が渋谷WWWにてデビューライブ。提供曲「Overlay」お披露目。また自身も公開オーディションの審査員として出演。
- 4月7日、新曲「ダウト」MVが公開。作編曲は佐藤嘉風が担当。
- 4月29日、主催イベント「サワソニ63mini」を渋谷DESEO miniで開催。
- 5月6日、 作曲・編曲を担当した東京妄想地図「東京都渋谷区宇宙」MVが公開。
- 5月13日、主催イベント「サワソニ64 キャンプ」にて新曲「ダウト」、オモテカホ提供曲セルフカバー「ゆかいアドベンチャー」を収録したミュージックカード「ダウト/ゆかいアドベンチャー」を会場で販売開始。
- 7月15日、主催イベント「サワソニ65キャンプ」にて自身プロデュースの新規ユニット「GoldenDrop」お披露目。メンバーは寺田珠乃(じゅの)、さきちょこ、猫宮るん、町 芙由紀(ふ～ちゃん)、山﨑おすずの6名。会場でMUSIC  CARDを発売開始。SAWA楽曲カバーの「シャボン・タイムマシン」「日に日に増し増し」の2曲を収録。
- 8月30日、作詞・作曲・編曲を担当したゆいざらす「人類万歳」が各種サブスク、音楽配信サービスで配信開始。
- 9月2日、作詞・作曲・編曲を担当した平野友里(ゆり丸)「はじめてFlavor」が各種サブスク、音楽配信サービスで配信開始。
- 9月4日、作詞・作曲・編曲を担当したばっぷる「ひーこらシャバダバ」が各種サブスク、音楽配信サービスで配信開始。
- 9月19日、作詞・作曲・編曲を担当したばっぷる「Pick Up」が各種サブスク、音楽配信サービスで配信開始。
- 10月1日、作詞・作曲・編曲を担当したばっぷる「ごちゃまぜフルーツ」が各種サブスク、音楽配信サービスで配信開始。
- 11月22日、作詞・作曲・編曲を担当した「パリラリパーティー」「永遠のトロピカル」「Prelude」収録のMEWCATUNE 1st Album「n.echo」が全国発売。各種サブスク、音楽配信サービスでも配信開始。

2024年
- 1月21日、作詞・コーラスを担当したFenomeno「I’mNotAYesman」MVが公開。作編曲は宮野弦士が担当。各種サブスク、音楽配信サービスでも配信開始。
- 1月27日、主催イベント「サワソニ71新年祭」にて約3年半ぶりのフルアルバム「正しい順応性」のリリースを発表。自身提供曲のセルフカバーなど全16曲収録、6/15発売予定。また同日にはアルバムリリース記念ワンマンライブを下北沢モナレコードで開催予定。
- 2月22日、作詞・作曲・編曲を担当した「Dynamite Romance」収録の乙女座長☆銀河団 2nd mini Album「ドンクライベイビー」が各種サブスク、音楽配信サービスで配信開始。
- 4月12日、一般社団法人自転車協会 BAA「わたしを守る当たり前」篇オリジナルソング『あたらしいわたし 』の歌唱を担当。各種サブスク、音楽配信サービスでも配信開始。
- 4月20日、作詞を担当した原宿眠眠「2Time Klaxon」が各種サブスク、音楽配信サービスで配信開始。作編曲は宮野弦士。
- 5月6日、作曲・編曲を担当した東京妄想地図「都心上空ルート」MVが公開。各種サブスク、音楽配信サービスでも配信中。
- 6月15日、下北沢モナレコードにて「正しい順応性」レコ発ワンマンライブ2024を開催。フルアルバム「正しい順応性」もリリース。アルバムはタワーレコードオンラインでも取り扱い中。
- 7月8日、フルアルバム「正しい順応性」が各種サブスク、音楽配信サービスで配信開始。
- 9月4日、作詞・作曲・編曲を担当した「ゆり丸協奏曲intro(Instrumental)」「はじめてFlavor」収録の平野友里フルアルバム「MusicBox」が全国発売。各種サブスク、音楽配信サービスでも配信開始。
- 9月14日、作詞・作曲・編曲を担当したオモテカホ「えらいのうた」MVが公開。
- 9月15日、全曲プロデュースを担当したオモテカホのミニアルバム「little star」が全国発売。各種サブスク、音楽配信サービスでも配信開始。
- 9月21日、作曲・編曲を担当した東京妄想地図「トホデノリカエ」が各種サブスク、音楽配信サービスで配信開始。
- 9月24日、ロケット・ベース制作のアニメ「うっちゃり！」の「福原ゆき」役声優で参加決定。来春公開予定。
- 9月25日、作詞を担当したKOTO「ギュギュギュとTight」が各種サブスク、音楽配信サービスで配信開始。作編曲は宮野弦士、E.Bass 武宮優馬(7セグメント)が担当。
- 9月28日、作詞・作曲・編曲を担当した原宿眠眠「トゥインクルイリュージョン」が各種サブスク、音楽配信サービスにて配信開始。
- 10月6日、作曲・編曲を担当した東京妄想地図「トホデノリカエ」MVが公開。
- 10月18日、自身が所属するバンドの7セグメントが 1st EP "primetime" を配信リリース。各種サブスク、音楽配信サービスにて配信開始。
- 10月23日、作詞・作曲・編曲を担当した「お腹すいたの」収録のMEWCATUNE 「会おうよー！ep」が全国発売。各種サブスク、音楽配信サービスでも配信開始。

2025年
- 2月26日、歌唱を担当した東京都の若者向け啓発CM『STOP！若者の消費者トラブル 「ちゃんとよく見て」編』がYouTubeで公開。
- 3月3日、作詞を担当した「2Time Klaxon」, 作詞・作曲・編曲を担当した「トゥインクルイリュージョン」収録の原宿眠眠NEW EP「Candy Factory」が発売。
- 3月4日、一般社団法人自転車協会 BAA「踏み出せば、楽しい気分！篇オリジナルソング『Awesome！ 』の歌唱を担当。各種サブスク、音楽配信サービスでも配信開始。
- 4月30日、白夜書房「BUBKA 6月号」の「アイドルクリエイターズファイル #52」にインタビュー記事が掲載。インタビュアーは南波一海氏。
- 7月18日、作曲・編曲を担当した東京妄想地図「利根川東遷事業」MVが公開。各種サブスク、音楽配信サービスでも配信中。
- 8月11日、作曲・編曲を担当した東京妄想地図「利根川東遷事業」Official Dance Practice動画が公開。

## 作品

### ミニアルバム
1. COLORS（2008年6月18日）
  1. ManyColors
  2. Blue
  3. Yellow
  4. Pink
  5. Green

Produced by Takeshi Hanzawa (FreeTEMPO)
2. Time&Space（2008年12月10日）
  1. Stars (Produced by RAM RIDER)
  2. Discovery (Produced by 福富幸宏)
  3. メトロポリタン美術館 (Produced by 中塚武)
  4. Are You Ready For Love (Produced by A Hundred Birds)
  5. Space Travel (Produced by 瀧澤賢太郎)
3. I Can Fly（2009年7月22日）
  1. I Can Fly (Produced by Sound Around)
  2. Sing It Back (Produced by 福富幸宏)
  3. NightDesert (Produced by Haioka（BREMEN)
  4. I Love You Always Forever (Produced by 石井マサユキ （TICA／gabby & lopez）
  5. My Sunny Days (Produced by note native)
  6. Sing It Back -Extended Club Mix- Japanese Ver.
  7. Sing It Back -Extended Club Mix- English Ver.
  8. Sing It Back -Extended Club Instrumental-

※6・7・8は初回生産限定盤のみ収録
4. Swimming Dancing（2009年11月25日）
  1. Swimming Dancing (Produced by ☆Taku Takahashi)
  2. World-Wide Tea Party (Produced by ☆Taku Takahashi)
  3. Swimming Dancing -RYUKYUDISKO Remix-
  4. World-Wide Tea Party -Kentaro Takizawa BIG ROOM Remix-
  5. ManyColors -Yukihiro Fukutomi Remix-
  6. Stars -Jazzin'park 31 good night Remix-
  7. Swimming Dancing -Extended Club Mix-
  8. Stars -Jazzin'park 31 good morning Remix-

※7・8は初回生産限定盤のみ収録
5. あいにいくよ（2010年4月7日）
  1. あいにいくよ
  2. JetCoaster
  3. サイダー
  4. SuperLooper
  5. Samba de Mar -NAKATSUKATAKESHI remix-

※5 は初回生産限定盤のみ収録
6. ソプラノレイン（2012年12月19日）
  1. Good day Sunshine
  2. Mysterious Zone
  3. Try Again!（日本テレビ「NNNストレイトニュース」ウエザーテーマ2013年1月～3月）
  4. ハッピーバースデイ
  5. NoLimit
  6. ソプラノレイン（NHK「みんなのうた」2012年12月、2013年1月放送）
  7. 心の瞳 （オリジナル：坂本九）
7. RingaRinga（2014年9月24日）
  1. StarlightPavilion
  2. 君とバーテンダー
  3. ミッドナイトな人たち 〜Especia〜
  4. ミッドナイトConfusion
  5. Mr.Brown
  6. RingaInterlude 〜DJ TARO〜
  7. RingaRinga
  8. ららららいっ！
8. 踊れバルコニー（2016年1月13日）
  1. 戦えバルコニー
  2. 踊れバルコニー
  3. ジュリエットのパラドックス -SAWA作詞 ver.-（寺嶋由芙への提供曲のセルフカバー）
  4. 美味しくて興味持ってる by アイドルネッサンス
  5. チャイニーズは突然に
  6. LastSnowFlakes -Album ver.-
  7. ギザギザなKOTOと佐々木喫茶
  8. ギザギザのロンリナイ（KOTOへの提供曲のセルフカバー）
  9. たましい
9. いじっぱりマーメイド（2017年2月14日）
  1. いじっぱりマーメイド
  2. 恋してほしくて
  3. SetMeFree feat.能登有沙
  4. カラフルワールド
  5. おぼろげダンシン Interlude -KOTOとおいかけっこ-
  6. おぼろげダンシン
  7. ワナビア罠  feat.MIRI
  8. CandyGirl Interlude -YANAKIKUナビゲート-
  9. CandyGirl

### ライブ会場限定CD
1. チャイニーズは突然に・LastSnowFlakes（2015年6月15日）
  1. チャイニーズは突然に
  2. LastSnowFlakes
  3. LastSnowFlakes ‐スーパーモイスチャーRemix‐
2. カラフルワールド・恋してほしくて（2015年9月6日）
  1. カラフルワールド
  2. 恋してほしくて
3. おぼろげダンシン（2016年5月3日）
  1. おぼろげダンシン
  2. おぼろげダンシン -Instrumental-
4. レタス（2016年5月8日）
  1. レタス -テロップありナレパートありVer-
  2. レタス -テロップなしVer-
5. MONA RECORDS shimokitazawa SAWA Live with Keybord（2016年5月21日）
  1. LastSnowFlakes
  2. ミッドナイトConfusion
  3. ギザギザのロンリナイ
  4. 恋してほしくて
  5. 踊れバルコニー
6. サワソニ19 海の家 ACOUSTIC LIVE 2016.7.9（2016年7月14日）
  1. Blue
  2. Stars
7. ワナビア罠 feat. MIRI（2016年8月13日）
  1. ワナビア罠
8. CandyGirl（2016年11月6日）
  1. CandyGirl
9. 白井よ でてこい（2017年5月21日）
  1. 白井よ でてこい
10. シャボン・タイムマシン（2017年5月27日）
  1. シャボン・タイムマシン
11. サワソニのテーマ（2017年5月27日）
  1. サワソニのテーマ
12. アーリーサマー 能登有沙・SAWA（2017年7月8日）
  1. アーリーサマー
13. YOU AND ME（2017年8月27日）
  1. YOU AND ME
  2. YOU AND ME -Instrumental-
14. ナガレボシ（2017年11月5日）
  1. ナガレボシ
  2. ナガレボシ -Instrumental-
15. サンタが町にやってくる（2017年12月25日）
  1. サンタが町にやってくる
16. ハイパーアロハオエ（2018年1月27日）
  1. ハイパーアロハオエ
  2. ハイパーアロハオエ -Instrumental-
17. シアワセの末路・天井階段 7セグメント（2018年1月27日）
  1. シアワセの末路
  2. 天井階段
18. HowToLove（2018年3月14日）
※「高貴愛されスタンス」特典HowToLove
19. Dokin（2018年6月18日）
  1. Dokin
  2. Dokin -Instrumental-
20. BIG feat. YUC'e (2018年7月14日)   
  1. BIG
21. 業務提携 (2018年10月28日)
  1. 業務提携
  2. 業務提携 (Extended)
  3. 業務提携 -Instrumental-
22. Poison Girl (2019年1月19日)
  1. Poison Girl
  2. Poison Girl (instrumental)
23. チクタクテレポート (2019年3月17日)
  1. チクタクテレポート
  2. チクタクテレポート (instrumental)
24. Studio Bootleg Vol.1 (7セグメント)  (2019年3月17日)
  1. I Wanna Be 楽な人生(Studio Live)
  2. 都会の贅沢(Studio Live)
  3. シアワセの末路(Off Vocal)
  4. 天井階段(Off Vocal)
25. いけない恋  (2019年4月17日)  
※「美人薄命エーゲ海」特典
  1. いけない恋
26. KeepOn  (2019年7月13日)   
  1. KeepOn
  2. KeepOn(Instrumental)
27. 日に日に増し増し  (2019年8月24日)   
  1. 日に日に増し増し
  2. 日に日に増し増し(Instrumental)
28. I wanna be 楽な人生 (7セグメント)(2019年10月19日)  
  1. I wanna be 楽な人生
  2. I wanna be 楽な人生(Instrumental)
29. バイブスバイブレーション (2019年11月10日)
  1. バイブスバイブレーション
  2. バイブスバイブレーション(Instrumental)
30. 転職活動 (2020年1月26日) 　
  1. 転職活動  　　
  2. 転職活動 (Instrumental)
31. フリーパスライセンス (2020年4月10日)  
  1. フリーパスライセンス
  2. フリーパスライセンス (Instrumental)
32. ソーシャル☆ディスタンス (2020年7月11日) 
  1. ソーシャル☆ディスタンス
  2. ソーシャル☆ディスタンス(Instrumental)
33. Studio Bootleg Vol.2 (7セグメント)  (2020年7月24日)
  1. イビツな計画 (Studio Live)
  2. ブルーライトセンセーション (Studio Live)
  3. I wanna be 楽な人生 (Off Vocal)
  4. 都会の贅沢 (Off Vocal)
34. 都会の贅沢 (7セグメント)  (2020年7月24日)
  1. 都会の贅沢
  2. 都会の贅沢 (Off Vocal)
35. 老人ホーム feat. Yackle (2020年9月5日) 
  1. 老人ホーム
  2. 老人ホーム (Instrumental)
36. 五臓六腑ハッピーライフ（2020年11月4日） 
  1. 五臓六腑ハッピーライフ (狂い咲けセンターロード提供曲セルフカバー)
37. 最短ハッピーエンド (2021年5月8日)
  1. 最短ハッピーエンド
  2. 最短ハッピーエンド (Instrumental)
38. 透けるインサイド (2021年7月3日)
  1. 透けるインサイド
  2. 透けるインサイド (Instrumental)
39. エナジー&シナジー (2021年8月14日)
  1. エナジー&シナジー
  2. エナジー&シナジー (Instrumental)
40. 絶対的栄光ダンス (2021年10月31日)
  1. 絶対的栄光ダンス
  2. 絶対的栄光ダンス (Instrumental)
41. 淡い夢ロディ (2022年1月9日)
  1. 淡い夢ロディ
  2. 淡い夢ロディ (Instrumental)
42. 記憶を消してあげるよ (2022年3月12日)
  1. 記憶を消してあげるよ
  2. 記憶を消してあげるよ (Instrumental)
43. Shining Wonderland (2022年7月9日)
  1. Shining Wonderland
44. 上の空モード (2022年11月13日) ※ミュージックカードでの販売
  1. 上の空モード
  2. やったんday
45. ダウト (2023年5月13日) ※ミュージックカードでの販売
  1. ダウト
  2. ゆかいアドベンチャー

### アルバム
1. Welcome to Sa-World（2010年7月7日）
2. 高貴愛されスタンス（2018年3月14日）
  1. シャボン・タイムマシン出囃子
  2. シャボン・タイムマシン（Hauptharmonie提供曲セルフカバー）
  3. ファンタジーGoGo（KOTO提供曲セルフカバー）
  4. 高貴愛されスタンス
  5. 気まぐれスパークリング（TOKYO喫茶提供曲セルフカバー）
  6. YOU AND ME（ワンリルキス提供曲セルフカバー）
  7. ハイパーアロハオエ（TOKYO喫茶提供曲セルフカバー）
  8. アーリーサマー / アリサワ（能登有沙＆SAWA）
  9. 天体観測出囃子
  10. 天体観測（BUMP OF CHICKENカバー）
  11. ナガレボシ（つばさFly提供曲セルフカバー）
3. 美人薄命エーゲ海（2019年4月17日）
  1. HowToLove
  2. Dokin （小桃音まい提供曲セルフカバー）
  3. BIG
  4. 業務提携
  5. Poison Girl （KOTO 提供曲セルフカバー）
  6. 美人薄命エーゲ海
  7. 彩れっ!プレイグラウンド（TOKYO喫茶・提供曲セルフカバー）
  8. ジグザグノンストップ（TOKYO喫茶・提供曲セルフカバー）
  9. チクタクテレポート （小泉花恋・提供曲セルフカバー）
  10. 春に [独唱]
4. 転職活動（2020年11月4日）
  1. いけない恋（吉本興業雨上がり決死隊のアプリ番組「雨上がりコンプライアンス」Web CM楽曲）
  2. KeepOn（Chelip提供曲セルフカバー）
  3. 日に日に増し増し（ニーナシェルカ提供曲セルフカバー）
  4. バイブスバイブレーション（ex.エレクトリックリボン erica提供曲セルフカバー）
  5. 転職活動
  6. フリーパスライセンス（Saoriiiii提供曲セルフカバー）
  7. 桃どんぶりー（大石理乃提供曲セルフカバー）
  8. QOON（マッチングアプリWeb CM楽曲）
  9. 老人ホーム feat.Yackle
  10. 翼をください
5. 正しい順応性（2024年6月15日）
  1. 最短ハッピーエンド
  2. 透けるインサイド
  3. エナジー&シナジー（TOKYO喫茶提供曲セルフカバー）
  4. 絶対的栄光ダンス
  5. 淡い夢ロディ（大石理乃提供曲セルフカバー）
  6. 記憶を消してあげるよ（くぴぽ提供曲セルフカバー）
  7. Shining Wonderland（ごいちー提供曲セルフカバー）
  8. 上の空モード（ごいちー提供曲セルフカバー）
  9. やったんday（BUPPPLE提供曲セルフカバー）
  10. 希望メカニズム（unraffine提供曲セルフカバー）
  11. ゆかいアドベンチャー（オモテカホ提供曲セルフカバー）
  12. ダウト
  13. THE MUSIC INTO SUMMER（SUMMER ROCKET提供曲セルフカバー）
  14. 正しい関係性（ごいちー提供曲セルフカバー）
  15. 限界リズム（ごいちー提供曲セルフカバー
  16. 瞳オーガニック（ばっぷる提供曲セルフカバー）

### 楽曲配信
- Mysterious Zone（2010年11月24日）
- Good day Sunshine（2012年5月16日）
- 音楽ダウンロードサイト OTOTOYにてライブ音源配信 - （2013年7月1日、第一弾配信）
- 2013年6月9日の5周年企画イベント「SAWA☆Debut 5th Anniversary バシバシ!! ワイワイ!! SAWAのカム着火祭」
  - 1.Blue
  - 2.Mr.Brown
  - 3.StarlightPavilion
  - 4.ハッピーバースデイ
  - 5.Good day Sunshine
- 2013年7月1日の逗子音霊でのバンドライブ「Live at 音霊OTODAMA SEA STUDIO」（2013年7月17日、第二弾配信）
  - 1.Stars
  - 2.ハッピーバースデイ
  - 3.Mr.Brown
  - 4.StarlightPavilion
  - 5.Good day Sunshine
- Mr.Brown（2013年8月28日）
- LastSnowFlakes（2015年2月4日）
- チャイニーズは突然に（2015年5月27日）
- ワナビア罠 feat.MIRI（2016年8月4日）
- CandyGirl（2016年11月4日）
- シャボン・タイムマシン（2017年5月24日）
- アーリーサマー 能登有沙・SAWA（2017年7月14日）

### 参加作品
- 月刊プロボーラー 4thアルバム『eRETRO』（2008年10月8日）
  - 2. SUMMER OF LOVE
- 『WIRED CAFE Music Recommendation Precious』（2008年11月5日）
  - 8. Lovefool
- スネオヘアー 6thアルバム『バースデー』（2008年11月12日）
  - 9. 歪んだ二人 (コーラス参加)
- 『Juicy Fruits』（2009年2月18日）
  - 2. ラズベリー・ドリーム
- 『JUDY AND MARY 15th Anniversary Tribute Album』（2009年3月18日）
  - 5. RADIO
- Sound Around 2ndアルバム『Every With You』（2009年7月22日）
  - 4. Every With You feat. SAWA
- 『GUNDAM 30th CUSTOM』（2009年7月22日）
  - 8. いまはおやすみ
- 『Seaside Town』（2009年8月5日）
  - 1. Samba De Mar
- RYUKYUDISKO 4thアルバム『pleasure』（2009年9月23日）
  - 4. SPLASH☆ feat. SAWA
- 瀧澤賢太郎 4thアルバム『BIG ROOM』（2009年11月25日）
  - 1. Welcome To The Big Room
  - 9. Another Landscape feat. SAWA
  - 11. "Keep Love Together feat. The BIG ROOM Family a.k.a Mika Arisaka & Ryohei with SAWA, Mika Sawabe"
- ANAN RYOKO 1stアルバム『アナザー・ビギニング』（2010年3月17日）
  - 13. Dreaming feat. SAWA
  - 16. Dreaming feat. SAWA [Japanese ver.]
- コンピレーションアルバム『HOUSE NATION 3rd Anniversary』（2010年4月7日）
  - 19. Swimming Dancing
- m-floアルバム 『m-flo inside -WORKS BEST IV-』（2010年9月8日）(DISC1) 
  - 7. Swimming Dancing
- コンピレーションアルバム『Francfranc presents SNOW CRYSTAL -The Best of Christmas Party Mix-』（2010年11月10日）(DISC1) 
  - 5. Christmas Eve (English Version) （AYUMi* feat. SAWA）(DISC2)
  - 1. Christmas Eve (English Version) （AYUMi* feat. SAWA）
- 松田聖子トリビュートアルバム『MemorieS 〜Goodbye and Hello〜』（2011年5月18日）
  - 5. いちご畑でつかまえて
- コンピレーションアルバム『TOKYO MARATHON MUSIC presents RUNNER'S CHOICE produced by note native』 （2012年2月22日）
  - 1. 全力少年
  - 4. TRAIN TRAIN
- ライブ会場限定発売 レコライド6周年記念アルバム『6 NICE WITH BEST FRIEND』（2015年11月21日）
  - 5. mp3の断末魔
- コンピレーション・アルバム 空中分解 presents『COCOLO COLOR COMPI』（2016年8月24日）
  - 9. RingaRinga
  - 10. MY MELODY
- 能登有沙『Dynamis World』（2017年2月14日）
  - 9. 雨粒カーニバル feat.SAWA
- pop'n music うさぎと猫と少年の夢 Original Soundtrack 20th Anniversary Edition [Disc 8]（2018年10月10日）
  - 14. いつまでやったって、別にいいじゃない！？(上野圭市 feat. SAWA)
- KOTO「へなちょこ (feat. SAWA)」（2021年3月13日）- ※各サブスク・DLサイトで配信リリース
  - 1. へなちょこ (feat. SAWA)

## 提供作品

### 楽曲提供
- 佐々木希 1stアルバム『NOZOMI COLLECTION』（2012年4月18日）
  - 3. カラフルワールド （作詞・作曲）
- 赤い靴 2ndアルバム『サラバトーゲの街』
  - 4. Where to? （作詞）
- ワンリルキス 4thシングル『恋してほしくて』（2013年6月12日）
  - 1. 恋してほしくて（作詞・作曲・編曲）
  - 2. You and me（作詞・作曲・編曲）
- ロクシタン青山本店  メゾン・ド・プロヴァンス ウェブCM（2013年6月28日）
- シブヤDOMINION  2ndシングル『トキメキラヴァー』（2013年7月30日）
  - 3. Dear Candygirl（作詞・作曲・編曲）
- Especia  1stシングル『ミッドナイトConfusion』（2013年9月11日）
  - 1. ミッドナイトConfusion（作詞・作曲）
- CANDLES  3rd EP『Sense of direction』（2013年12月4日）
  - 4. Voice （作詞）
- Brandear（ブランディア）TVCM「しりとり」「花占い」「DHI」「クイズ」「魔法」篇（2014年4月21日）
- KOTOライブ会場限定CD『ギザギザのロンリナイ』（2015年1月26日）
  - ギザギザのロンリナイ（作詞・作曲・編曲）
- 寺嶋由芙ライブ会場限定CD『好きがはじまる2』（2015年2月8日）
  - 1. ジュリエットのパラドックス（作曲）
- つばさFly 1stフルアルバム『BLACK & WHITE』（2015年5月2日）
  - 6. ナガレボシ（作詞・作曲・編曲）
- 武井麻里子『五感☆採集 vol.1』（2015年6月16日）
  - 1. 白昼夢★バカンス（作曲･編曲）
- 「モナレコ・コンピ 〜かけだしてく〜」（2015年7月15日）
  - 5. 武井麻里子 白昼夢★バカンス（作曲･編曲）
- Hauptharmonie 結成一周年ワンマンコンサート限定CD『erster Jahrestag ep.』（2015年7月17日）
  - 2. Searching,Afraid,Wandering,Acutes（作曲・編曲）
- 小桃音まいライブ会場限定CD『ちゅるりっぱ』（2015年8月24日）
  - 2. Dokin（作詞・作曲・編曲）
- KOTOライブ会場限定CD『KOTOSAWAシスターズ』（2015年9月25日）
  - 1.17Android（作詞･作曲）
  - 2.ファンタジーGOGO（作詞･作曲）
  - 3.ギザギザのロンリナイ（作詞･作曲）
- TOKYO喫茶 ライブ会場限定CD『TOKYO喫茶』（2016年1月31日）
  - 1.ジグザグノンストップ（作詞・作曲）
- スマートフォン向けリズムゲーム『ガールフレンド（♪）』 （2016年2月20日）
  - Sketch（作詞・作曲・編曲）千代浦あやめ（CV：小松未可子）
- 武井麻里子1stミニアルバム『NEW』（2016年3月16日）
  - 3.白昼夢★バカンス（作曲・編曲）
- TOKYO喫茶 ライブ会場限定CD『ハイパーアロハオエ』（2016年3月31日）
  - ハイパーアロハオエ（作詞・作曲）
- ねうちゃんライブ会場限定CD『ネガポジ/さらさらさら地』Live Rec Var.（2016年5月25日）
  - 1.ネガポジ（作詞・作曲）
  - 2.さらさらさら地（作詞・作曲）
- つばさFly シングル『Ray Of Hope』メンバー限定盤 藤井 勇綺 ver.（2016年6月7日）
  - 3.どんなに離れていても君を感じていたい...（作曲・編曲）
- 能登有沙 シングル『おやすみ星』（2016年6月15日）
  - おやすみ星（作詞）
- TOKYO喫茶 1stアルバム『ライジング太陽』（2016年6月28日）
  - 2.ジグザグノンストップ
  - 5.ハイパーアロハオエ
- TOKYO喫茶 ライブ会場限定CD（2016年9月25日）
  - 1.気まぐれスパークリング（作詞・作曲）
- ニーナシェルカ 
  - 1stアルバム『幻惑DREAMLAND』（2016年10月30日ライブ会場限定･2017年1月25日全国発売）
  - 8.日に日に増し増し（作詞・作曲）
- 佐鳴予備校 TVCM「笑顔編」「真剣編」（2016年11月3日）
- 小泉花恋 ライブ会場限定CD（2016年11月13日）
  - チクタクテレポート（作詞･作曲）
- KOTO ライブ会場限定CD（2016年12月10日）
  - 1.PoisonGirl（作詞・作曲・編曲）
- Chelip 両A面6thシングル『it's SHOWTIME/KeepOn』（2016年12月14日）
  - 2.KeepOn（作詞・作曲・編曲）
- リナチックステイト ライブ会場限定CD（2017年1月15日）
  - 1.トーキョーSPOT LIGHT（作詞）
- ねうちゃん  OTOTOYにて配信（2017年1月28日）
  - ネガポジ（作詞･作曲）
- 能登有沙『Dynamis World』（2017年2月14日）
  - 9. 雨粒カーニバル feat.SAWA（作詞）
- Saoriiiii (2017年4月5日配信開始･2017年3月25日ライブ会場限定CD）
  - フリーパス・ライセンス（作詞･作曲･編曲）
- ねうちゃん EP『おやすみルナモス』（2017年4月12日・タワーレコード3月31日先行）
  - 2.ねいちゃーファンタジー（作詞・作曲）
  - 5.サラサラサラ地（作詞・作曲）
- TOKYO喫茶 2ndアルバム『NADESHIKO PARADE』（2017年5月3日ライブ会場先行・5月13日全国）
  - 2.彩れっ!プレイグラウンド（作詞・作曲）
  - 7.気まぐれスパークリング（作詞・作曲）
- 『ガールフレンド（仮）キャラクターソングシリーズ Vol.07』（2017年7月19日）
  - 12.Sketch（作詞・作曲・編曲）千代浦あやめ（CV：小松未可子）
- Twin Angel Song Selection『Jewelry』（2017年8月2日発売）
  - クークラ（作曲・編曲）トゥニエイツ（ヴェイル/CV：諏訪彩花＆ヌイ/CV：藤井ゆきよ）
- KOTO 『ことらべりんぐ』中部ver.（2017年8月22日）
  - 2.PoisonGirl（作詞･作曲）
- 小泉花恋 1stフルアルバム『ワンランクウエノガール』（2017年10月4日）
  - 6.チクタクテレポート（作詞・作曲・編曲）
- 鈴木花純＆RIO（from RY's）『パーソナルモザイク』（2017年12月21日）
  - 1.パーソナルモザイク（作詞）
- スポーツ振興くじ toto・BIGウェブCM『BIG 当せん体験動画』（2018年1月15日）
  - SAWA feat.YUC'e（作曲・歌唱）
- 大阪チャンネル『雨上がりコンプライアンス』WebCM「吉本双子ダンス」（作詞・作曲・歌唱）（2018年4月27日)
- 狂い咲けセンターロード 1st ミニアルバム『Go to Heaven』（2018年8月28日）
  - 3.泣き虫ダイヤモンド（作詞）
  - 5.Go to Heaven（作詞）
- 狂い咲けセンターロード EP『ANTI SEGMENT vol.1』（2019年1月22日）
  - 2.五臓六腑ハッピーライフ（作詞・作曲・編曲）
- 狂い咲けセンターロード EP『ANTI SEGMENT vol.2』（2019年2月19日）
  - 1.交友関係（作詞）
- 狂い咲けセンターロード EP『ANTI SEGMENT vol.3』（2019年3月19日）
  - 1.これっきり（作詞）
- SEGA Readyyy! ユニット ”Just 4U” （2019年3月28日）
  - 第4弾楽曲『特別すぎる関係』（作詞・作曲）
- 大石理乃 フルアルバム『大石元年』（2019年4月24日）
  - 4. 桃どんぶりー（作詞・作曲・編曲）
  - 5. 淡い夢ロディ（作詞・作曲・編曲）
- TOKYO喫茶 配信限定アルバム『トーキョースーパードリーマー』（2019年4月29日）(※クラウドファンディング支援者にはリターンとしてCD版を送付)
  - 23. エナジー＆シナジー（作詞・作曲・編曲）
- 小林愛香FC限定イベントテーマ曲『A.N.D.』（2019年4月30日）（作曲・編曲）
- MashMelody!『せつなくリフレイン』（2019年9月16日）（作詞）
- 狂い咲けセンターロード 三国みずほ初監督作品『とこしなえ夢 -encore-』（DVD）付属CD（2019年10月）
  - 主題歌.みちづれ（作詞）
- ごいちー(ex.cana÷biss) ソロ1stシングル『上の空モード / あなたにあげる』（2019年12月15日）  
  - 1.上の空モード（作詞・作曲・編曲）
- オモテカホ シングル『DANCE NOW』(A-Type) （2020年7月7日）
  - 3.ゆかいアドベンチャー（作詞・作曲・編曲）
- ごいちー(ex.cana÷biss) ソロ1stアルバム『Shining Wonderland』（2020年7月22日）
  - 2.限界リズム（作詞・作曲・編曲）
  - 3.正しい関係性（作詞・作曲・編曲）
  - 4.Shining Wonderland（作詞・作曲・編曲）
  - 7.上の空モード（作詞・作曲・編曲）
- 狂い咲けセンターロード アルバム『PRIDE』（2021年2月10日）(全作詞)
  - 1.GoToHeaven (2020ver.)
  - 2.できそこない
  - 3.PRIDE
  - 4.デンジャラス異端児 (2020ver.)
  - 5.泣き虫ダイヤモンド (2020ver.)
  - 6.交友関係 (2020ver.)
  - 7.みちづれ (2020ver.)
  - 8.優しい傘
  - 9.これっきり (2020ver.)
- エレクトリックリボン シングル『fallin' rollin' love』（2021年2月17日） 
  - 3.すきすきっす（作詞・作曲・編曲）
- SUMMER ROCKET ミニアルバム『THE MUSIC INTO SUMMER』（2021年3月17日）
  - 2.THE MUSIC INTO SUMMER（作詞・作曲・編曲）
- ごいちー(ex.cana÷biss) ソロ2ndシングル『週末メリーゴーランド』（2021年5月19日）
  - 1.週末メリーゴーランド（作詞）
  - 2.アイボリー（作詞・作曲・編曲）
- くぴぽ 3rd ALBUM「絶対結婚しような!!!!」（2021年6月5日）
  - 7.Shuffle（作詞・作曲・編曲）
- ごいちー(ex.cana÷biss) ソロ2ndアルバム『恋してビャンビャン麺』（2021年12月15日）
  - 1.恋してビャンビャン麺（作詞・作曲・編曲）
  - 2.JuicyBaby （作詞・作曲・編曲）
  - 3.週末メリーゴーランド（作詞）
  - 7.アイボリー（作詞・作曲・編曲）
- MEWCATUNE 1stシングル『Falling Down!!』（2022年1月26日）
  - 2.Cast（作詞・作曲・編曲）
- みにまみゅ～ず(オモテカホ x ごいちー) 1stシングル『imitation』（2022年5月21日）
  - （全曲作詞・作曲・編曲）
  - 1.SE -introduction-
  - 2.Imitation Duet Ver
  - 3.Imitation ごいちー Ver. （ごいちー盤）
  - 3.Imitation オモテカホ Ver.（オモテカホ盤）
- ばっぷる 1stシングル『雨降りサンデイ』（2022年5月25日）
  - （全曲作詞・作曲・編曲）
  - 1.雨降りサンデイ
  - 2.瞳オーガニック
  - 3.世界とLOVE
  - 4.やったんday
- SUMMER ROCKET フルアルバム「Endless Summer 光」（2022年11月13日）
  - 10.夏色花火
- ごいちー(ex.cana÷biss) ソロ『週末メリーゴーランド E.P.』(7インチアナログ盤)（2022年12月14日）
  - A1/B1.週末メリーゴーランド（作詞）
- ごいちー(ex.cana÷biss) ソロ3rdミニアルバム『聴かせてよ、ミスター』（2022年12月14日）
  - 2.インターネットコミュニケーション（作詞・作曲・編曲）
  - 4.Imitation（作詞・作曲・編曲）

### その他
- エレクトリックリボン 「すきすきっす」、メンバーerica「バイブスバイブレーション」- 作詞作編曲
- APOKALIPPPS・宇佐蔵べにソロ曲「ガムシロップ・ラブ」- コーラス参加
- 狂い咲けセンターロード「GoToHeaven」「交友関係」「泣き虫ダイアモンド」、映画主題歌「みちづれ」に作詞提供、「五臓六腑ハッピーライフ」作編曲
- 大石理乃「淡い夢ロディ」「桃どんぶりー」- 作詞作編曲
- ごいちーソロ1stシングル「上の空モード」、ソロ1stミニアルバムタイトルソング「Shining Wonderland」、「限界リズム」- 作詞作編曲
- くぴぽ「記憶を消してあげるよ」「Shuffle」- 作詞作編曲
- BUPPPLE「SE」、「やったんDay」、「瞳オーガニック」、「雨降りサンディ」、「世界とLOVE」、「ごちゃまぜフルーツ」、「ひーこらシャバダバ」、「ばきゅんずきゅんきゅん」、「深くSweet」- 作詞作編曲
- オモテカホ「ゆかいアドベンチャー」- 作詞作編曲
- SUMMER ROCKET「THE MUSIC  INTO SUMMER」- 作詞作編曲
- ラストクエスチョン「おっちょこちょい」、「Never Ending Story」- 作詞作編曲
- MEWCATUNE「Cast」、「Prelude」- 作詞作編曲
- 小泉花恋「シークレットテレパシー」- 作詞作編曲
- みにまみゅーず「Imitation」- 作詞作編曲

## ライブ

### 2010年代
| 開催期日       | 公演タイトル                                                                   | 場所                                                               | 備考 |
| -------------- | ------------------------------------------------------------------------------ | ------------------------------------------------------------------ | --- |
| 2010年10月10日 | Sa-Worldへようこそ                                                             | 渋谷 club asia                                                     | SAWA初のワンマンLIVE |
| 2011年2月27日  | SAWAの惑星 〜Sa-Worldの逆襲〜                                                  | Mt.RAINIER HALL SHIBUYA PLEASURE PLEASURE                          | ワンマンライブ |
| 2011年6月24日  | SAWAの惑星 〜ワクワク フェスティバル〜                                         | Mt.RAINIER HALL SHIBUYA PLEASURE PLEASURE                          | ワンマンライブ |
| 2011年10月9日  | SAWA presents リアチャル                                                       | 池尻大橋2.5D                                                       | 主催イベント SAWA、Saori@destiny、DJ O-ant a.k.aアーリー |
| 2011年11月5日  | SAWAの惑星 〜Sa-Worldの侵略〜                                                  | 原宿アストロホール                                                 | ワンマンライブ |
| 2012年11月10日 | SAWAプレゼンツ☆ ごはんのあるライブ                                             | 代官山 晴れたら空に豆まいて                                        | ランチ付ワンマンLIVE |
| 2013年6月9日   | SAWA☆Debut 5th Anniversary バシバシ!!ワイワイ!!SAWAのカム着火祭                | 渋谷Glad                                                           | デビュー5周年記念企画イベント [LIVE] A-bee(Live set feat.ellie)、COLD BAND BANK、SAWA、Negicco、のあのわ、ワンリルキス [DJ] A-bee、☆STAR GUiTAR、ミッツィー申し訳、DJ WASA |
| 2013年9月14日  | SAWAプレゼンツ☆ ごはんのあるライブ2                                            | 代官山 晴れたら空に豆まいて                                        | ランチ付きワンマンLIVE |
| 2013年11月6日  | SAWA Birthday Party×Daikanyama Loop 5th Anniversary アイドルサワーソニック2013 | 代官山LOOP                                                         | 主催・バースデー企画イベント SAWA、ワンリルキス、シブヤDOMINION、Especia |
| 2014年1月13日  | SAWAとワンリルキス、親子ふれあいツーマン                                       | 代官山 晴れたら空に豆まいて                                        | SAWA・ワンリルキスのツーマンライブ |
| 2014年2月2日   | アイドルサワーソニック2014 一部                                                | 渋谷Glad                                                           | SAWA、Negicco、lyrical school O.A TAKENOKO▲ 昼夜2回公演の主催イベント |
| 2014年2月2日   | アイドルサワーソニック2014 二部                                                | 渋谷Glad                                                           | SAWA、Negicco、lyrical school O.A くりかまき 昼夜2回公演の主催イベント |
| 2014年4月11日  | アイドルサワーソニック2014の2                                                  | 代官山LOOP                                                         | 主催イベント SAWA、いずこねこ、バニラビーンズ、寺嶋由芙 |
| 2014年5月3日   | サワソニVol.4 昼                                                               | TSUTAYA O-nest                                                     | 昼夜2回公演の主催イベント SAWA、タルトタタン、ゆるめるモ!、hy4 4yh、フラップガールズスクール |
| 2014年5月3日   | サワソニVol.4 夜                                                               | TSUTAYA O-nest                                                     | 昼夜2回公演の主催イベント SAWA、タルトタタン、ゆるめるモ!、hy4 4yh、fhána |
| 2014年6月29日  | サワソニVol.5                                                                  | 渋谷GLAD                                                           | 昼夜2回公演・主催イベント SAWA、藤岡みなみ&ザ・モローンズ、寺嶋由芙、みきちゅ、ライムベリー |
| 2014年8月16日  | サワソニVol.6 昼の部                                                           | 代官山LOOP                                                         | 昼夜2回公演・主催イベント Charisma.com、星野みちる、blue marble、Especia、SAWA |
| 2014年8月16日  | サワソニVol.6 夜の部                                                           | 代官山LOOP                                                         | 昼夜2回公演・主催イベント エレクトリックリボン、blue marble、ゆるめるモ!、ライムベリー、SAWA |
| 2014年10月19日 | サワソニVol.7 生誕&リリパ ver.昼の部                                           | 渋谷Glad                                                           | 昼夜2回公演・主催イベント アイドルネッサンス、寺嶋由芙、つばさFly、NEKOPUNCH、SAWA |
| 2014年10月19日 | サワソニVol.7 生誕&リリパ ver.夜の部                                           | 渋谷Glad                                                           | 昼夜2回公演・主催イベント hy4 4yh、寺嶋由芙、つばさFly、NEKOPUNCH、SAWA |
| 2014年11月26日 | ニコサワ 一部                                                                  | 新宿Shuminova                                                      | 2部構成のニコ生公式番組 SAWA、みこ（ふぇのたす）望月みゆ（バンドじゃないもん!） |
| 2014年11月26日 | ニコサワ 二部                                                                  | 新宿Shuminova                                                      | 2部構成のニコ生公式番組 SAWA、みこ（ふぇのたす）七星ぐみ（バンドじゃないもん!） |
| 2014年12月19日 | サワソニVol.8                                                                  | 渋谷GLAD                                                           | 主催イベント SAWA、バンドじゃないもん!、LUI◇FRONTiC◆松隈JAPAN（プールイ）、ふぇのたす |
| 2015年1月16日  | サワソニVol.9                                                                  | 原宿ストロボカフェ                                                 | 主催イベント SAWA、おやすみホログラム、KOTO、ライムベリー、じゅじゅ |
| 2015年3月15日  | サワソニVol.10                                                                 | 渋谷Glad                                                           | 主催イベント SAWA、妄想キャリブレーション、むすびズム、じゅじゅ、maison book girl、南波志帆、drop、WHY@DOLL、つばさFly、DJ asCa（from エレクトリックリボン） |
| 2015年5月3日   | サワソニ野外フェスVol.11                                                       | 守谷フレンドパーク                                                 | 主催イベント SAWA、Especia、つばさFly、MIKA☆RIKA、校庭カメラガール、みきちゅ、KOTO、プラニメ、LUI FRONTiC 赤羽JAPAN、前田由紀（ex Whiteberry） |
| 2015年7月19日  | サワソニVol.12                                                                 | 渋谷Glad                                                           | 主催イベント SAWA、CAMOUFLAGE、武井麻里子、吉河順央、アサミサエ、AZUMA HITOMI、ベッド・イン、KOTO、南波志帆、おやすみホログラム、DJ asCa&DJ 四捨五入（from エレクトリックリボン） |
| 2015年9月6日   | サワソニVol.13                                                                 | LoungeNEO                                                          | 主催イベント SAWA、Hauptharmonie、Stereo Tokyo、エレクトリックリボン、水野しず、せのしすたぁ、POP、Maison book girl、あヴぁんだんど、KOTO |
| 2015年9月26日  | 第32回 守谷市商工まつり ～サワソニSPECIAL LIVE～                               | 守谷駅西口駅前広場                                                 | 守谷市商工会主催イベント内でスペシャルライブ SAWA、GALETTe、前田由紀 |
| 2015年10月18日 | サワソニVol.14                                                                 | 渋谷Glad                                                           | 主催イベント SAWA、水野しず、Stereo Tokyo、吉田凜音、DevilANTHEM.、Caramel、藤岡みなみ&ザ・モローンズ、BPM15Q、天川宇宙、ミズタマリ、POCHI、DJふかしぎくん（星なゆた） |
| 2015年11月8日  | サワソニVol.15 SAWA生誕祭                                                      | 渋谷Glad、LoungeNEO                                                | 2会場連動主催生誕イベント SAWA、栗原ゆう、珠麟、ようこす。、chelmico、絵恋、小桃音まい、アイラミツキ、あっこゴリラ、KOTO、Maison book girl、空中分解 feat.アンテナガール、GOMESS、アリスムカイデ、TORIENA、ヤナキク、杏窪彌、UKO、吉田豪、サクライケンタ、pandakeiko                                             |
| 2016年1月16日  | サワソニVol.16 〜SAWA「踊れバルコニー」レコ発〜                                | 渋谷Glad                                                           | 「踊れバルコニー」レコ発・主催イベント SAWA、珠麟、ようこす。、あっこゴリラ、TORIENA、吉田豪、Chelip、KinGinPearls、ライムベリー 、Faint⋆Star、ラブアンドロイド、DJ 四捨五入（エレクトリックリボン） |
| 2016年2月20日  | サワオケ                                                                       | 新宿レッドノーズ                                                   | オーディエンスリクエスト式のカラオケライブイベント SAWA、erica&chiaki（エレクトリックリボン）、星野みちる |
| 2016年3月19日  | サワソニVol.17                                                                 | 渋谷Glad                                                           | 主催イベント SAWA、つばさFly、エコ怪獣、KitCat、リナチックステイト、吉河順央、柚餅子みこ、Saoriiiii、武井麻里子、KOTO、エムトピ、sora tob sakana、MalcolmMaskMcLaren |
| 2016年4月9日   | サワオケ大会                                                                   | 新宿レッドノーズ                                                   | オーディエンスリクエスト式のカラオケライブイベント SAWA、KOTO、篠原ゆり |
| 2016年5月8日   | サワソニVol.18                                                                 | 渋谷Glad                                                           | 主催イベント SAWA、YANAKIKU、はっちゃけ隊、がんばれ!Victory、KRD8、デスラビッツ、THE PARTY CLIMAX JAPAN、ぱいぱいでか美、西恵利香、KinGinPearls、少女閣下のインターナショナル、NAOMiRUSTY、DJ 四捨五入（エレクトリックリボン）、nagomu tamaki                                                                    |
| 2016年7月9日   | サワソニ19 海の家                                                              | 海の家PLAY THE EARTH & 片瀬海岸西浜特設ステージ                    | 2会場連動主催イベント SAWA、能登有沙、YANAKIKU、KOTO、エレクトリックリボン、おやすみホログラム、里咲りさ、TOKYO喫茶、中村綾、Chelip、西恵利香、二丁ハロ、WHY@DOLL、エムトピ、maison book girl、デスラビッツ、都築かな、じゅじゅ、Faint⋆Star、柚餅子みこ                                                          |
| 2016年8月13日  | サワソニ20 野外フェス                                                          | 上野恩賜公園水上音楽堂                                             | 主催イベント DOTAMA、Stereo Tokyo、ぽわん、POCHI、吉河順央、柚餅子みこ、絵恋、ライムベリー、魔法少女☆りりぽむ、WHY@DOLL、フィロソフィーのダンス、KRD8、校庭カメラガールツヴァイ、BPM15Q、ストロベリー症候群、SAWA                                                                                                |
| 2016年9月10日  | サワソニ21 前泊キャンプ                                                        | 水海道あすなろの里                                                 | 主催イベント 佐々木喫茶、maison book girl、ねうちゃん、平野友里、宗教法人マラヤ、SAWA |
| 2016年9月11日  | サワソニ21 キャンプ                                                            | 水海道あすなろの里                                                 | 主催イベント maison book girl、KOTO、TOKYO喫茶、YANAKIKU、ライムベリー、平野友里、上野優華、西恵利香、Faint⋆Star、Chelip、パクスプエラ、ULTRAGIRL、マーブルズ、Peach sugar snow（サララのみ）、じゅじゅ、FantaRhyme、SAWA                                                                                        |
| 2016年9月24日  | 第33回 守谷市商工まつり ～サワソニSPECIAL LIVE～                               | 守谷駅西口駅前広場                                                 | 守谷市商工会主催イベント内でスペシャルライブ SAWA、前田有嬉、TOKYO喫茶 |
| 2016年11月6日  | サワソニ22 生誕祭                                                              | 上野恩賜公園水上音楽堂                                             | 主催イベント SAWA、Stereo Tokyo、デスラビッツ、エレクトリックリボン、Chelip、レッツポコポコ、amiinA、TOKYO喫茶、地球人、絵恋ちゃん、都築かな、小泉花恋、里咲りさ、中村綾、KOTO |
| 2017年1月7日   | サワソニ23 あけおめ祭                                                          | 渋谷Glad                                                           | 主催イベント SAWA、GANG PARADE、脇田もなり、ハッピーくるくる、うさいんくさいん、WHY@DOLL、カラーポワント、963、センチメンタルウインク、SexyTokyo、能登有沙、星野みちる、柚希未結、がんばれ!Victory、Hauptharmonie、Faint⋆Star、じゅじゅ、あヴぁんだんど                                                          |
| 2017年2月13日  | いじっぱりワールド                                                             | 新宿MARZ                                                           | SAWA、能登有沙アルバム同時リリース記念無料ツーマン SAWA、能登有沙 O.A TOKYO喫茶、マーブルズ |
| 2017年3月11日  | サワソニ24                                                                     | 渋谷Glad                                                           | 主催イベント SAWA、絵恋、能登有沙、凸凹凸凹-ルリロリ-、Dressing、Chelip、川崎芹奈、里咲りさ、TOKYO喫茶、KOTO、PLIC PROCK（exパラレルJAPAN）、閃光プラネタゲート、シンセカイセン、鈴木花純、校庭カメラギャル、CANDY GO!GO!                                                                                        |
| 2017年5月27日  | サワソニ25                                                                     | 上野恩賜公園水上音楽堂                                             | 主催イベント SAWA、エレクトリックリボン、亜利美里、DJモーモーミルク、MEN'S KNUCKLE、ハッピーくるくる、カラーポワント、YUC'e、神井花音、O'CHAWANZ、小熊あやめ、キスできればそれでいいしス、脇田もなり、963、センチメンタルウインク                                                                                |
| 2017年7月8日   | サワソニ26 海の家                                                              | 海の家PLAY THE EARTH & 片瀬海岸西浜特設ステージ                    | 2会場連動主催イベント SAWA、柚餅子みこ、Saoriiiii、WHY@DOLL、あヴぁんだんど、TOKYO喫茶、絵恋、鈴木花純、じゅじゅ、川崎芹奈、PLIC PROCK、Chelip、シャオチャイポン、エレクトリックリボン、Soap、能登有沙、RHYMEBERRY、平野友里、KOTO、です。ラビッツ、脇田もなり、ハッピーくるくる                                 |
| 2017年8月27日  | サワソニ27                                                                     | 上野恩賜公園水上音楽堂                                             | 主催イベント SAWA、はるちろ、963、カラーポワント、NECRONOMIDOL、O'CHAWANZ、RHYMEBERRY、川崎芹奈、るなっち☆ほし、TOKYO喫茶、鈴木花純、PLIC PROCK、ハッピーくるくる 、A Sky of Magnolia、アイドル♪オーケストラRY's                                                                                                 |
| 2017年9月30日  | 第34回守谷市商工まつり 〜サワソニSPECIAL LIVE〜                                | 守谷駅西口駅前広場                                                 | 守谷市商工会主催イベント内でスペシャルライブ SAWA、ハッピーくるくる、hy4_4yh |
| 2017年10月9日  | サワソニ28                                                                     | 上野恩賜公園 水上音楽堂（野外ステージ）                            | 主催イベント 小熊あやめ、鈴木花純、神崎豊、星名ふみみ、C;ON、KOTO、Chelip、AH（嗚呼）、おしくらまんじゅ、やのあんな（livetune＋）、シバノソウ、アイドルオーケストラRY's、yuca（CDB tokyo）、963、SAWA |
| 2017年11月5日  | サワソニ29 生誕スペシャル                                                      | 上野恩賜公園 水上音楽堂（野外ステージ）                            | 主催生誕イベント 小熊あやめ、arimiri、963、彼女のサーブ、ハッピーくるくる、SAKA-SAMA、せのしすたぁ、ElectricGirl、大石理乃、Summer Rocket、鈴木花純＆RIO(from RY's) 、KOTO、狂い咲けセンターロード、Chelip、SAWA                                                                                                 |
| 2018年1月27日  | サワソニ30 今年もよろしくお願いし祭                                            | 渋谷Glad                                                           | 主催イベント CANDY GO!GO!、2&、星名ふみみ、C;ON、コバルトブルーは白昼夢、カラーポワント、小熊あやめ、HAMIDASYSTEM、arimiri、7セグメント、吉河順央、ねうちゃん、ハニーゴーラン、狂い咲けセンターロード、SAWA |
| 2018年3月18日  | サワソニ31                                                                     | 渋谷Glad                                                           | 主催イベント 鈴木花純＆RiO(from RY's)、LOVE JAMMIN’ 、Summer Rockets、KOTO、狂い咲けセンターロード、MELLOW GREEN WONDER、WEST SIDE PRINT CLUB、クマリデパート、彼女のサーブ＆レシーブ、エレクトリックリボン（erica.Azumi.aoi）、シンセカイセン、閃光プラネタゲート、です。ラビッツ、tipToe.、SAWA                |
| 2018年3月25日  | サワソニ汐留リリイベ編 SAWA「高貴愛されスタンス」発売イベント                  | TOWERmini汐留店 カレッタ汐留 B2F カレッタプラザ                    | アルバム「高貴愛されスタンス」リリースイベント 鈴木花純＆RiO(from RY's)、狂い咲けセンターロード、MELLOW GREEN WONDER、LOVE JAMMIN'、SAWA |
| 2018年5月12日  | サワソニ32 ブートキャンプ ～高みを目指せ～                                     | 西多摩郡 おおばキャンプ村                                          | 主催イベント 鈴木花純＆RiO、SUMMER ROCKET、2&、小熊あやめ、エレクトリックリボン、963、彼女のサーブ、パンダみっく、狂い咲けセンターロード、KOTO、Chelip、です。ラビッツ、O'CHAWANZ、MELLOW GREEN WONDER、SAWA |
| 2018年6月18日  | SAWAデビュー10周年記念ワンマンライブ                                           | 恵比寿BATICA                                                       | デビュー10周年記念ワンマンライブ |
| 2018年7月14日  | サワソニ33 海の家                                                              | 江の島 片瀬海岸西浜 海の家PLAY THE EARTH＆片瀬海岸西浜特設ステージ | 主催イベント xoxo(Kiss&Hug) EXTREME、小熊あやめ、エラバレシ、代代代、Stella☆Beats、G-COMPLEx、です。ラビッツ、ふゆのどうぶつえん、ハッピーくるくる、エレクトリックリボン、狂い咲けセンターロード、KOTO、TOKYO喫茶、校庭カメラアクトレス、LOVE JAMMIN、鈴木花純、SAWA                                             |
| 2018年9月8日   | サワソニ34 キャンプ                                                            | 柏しょうなんゆめファーム                                           | 主催イベント アトレゾンデートル、MAT、未完成リップスパークル、969、O'CHAWANZ、さっきの女の子、星名はる、LiLii Kaona、彼女のサーブ＆レシーブ、963、グーグールル、ヨネコ、ハッピーくるくる、です。ラビッツ、SAWA                                                                                                   |
| 2018年11月17日 | サワソニ35 生誕祭                                                              | 上野恩賜公園 水上音楽堂（野外ステージ）                            | 主催生誕イベント G-COMPLEx, Lion net girl, 川上きらら、Chelip, SUMMER ROCKET, TOKYO喫茶, KOTO, 狂い咲けセンターロード, ふゆのどうぶつえん, 鈴木花純、2＆, MELLOW GREEN WONDER, SAKA-SAMA, LOVE JAMMIN’, SAWA |
| 2019年1月19日  | サワソニ36 新年祭                                                              | 渋谷Glad                                                           | 主催イベント 寺嶋由芙、WHY@DOLL, グーグールル、シンセカイセン、です。ラビッツ、めろん畑a go go, さっきの女の子、、まちだガールズクワイア、2&, SUMMER ROCKET, ヨネコ、LiLi Kaona, LOVE JAMMIN', Chelip, cana÷biss, NaNoMoRaL, あヴぁんだんど、G-COMPLEx, SAWA                                                     |
| 2019年3月16日  | サワソニ37                                                                     | 渋谷Glad                                                           | 主催イベント 減色シアター、キャンディランド教団、鈴木花純&桜井里花、松林てろる、xoxo(Kiss&Hug)EXTREME, TOKYO喫茶、 KOTO、狂い咲けセンターロード、電影と少年CQ, 未完成リップスパークル、会心ノ一撃、 ミライスカート、CHEAP CREAM, 7セグメント、SAWA                                                               |
| 2019年4月2日   | 弊社のセミナー                                                                 | 恵比寿BATICA                                                       | 主催イベント 加納エミリ、平日管理委員会、xoxo(Kiss＆Hug)EXTREME, 鈴木花純、SAWA |
| 2019年5月4日   | サワソニ38 キャンプ                                                            | 西多摩郡 おおばキャンプ村                                          | 主催イベント DESURABBITS, グーグールル、キミノマワリ。、エレクトリックリボン、LiLii Kaona,さっきの女の子、、NaNoMoRaL, Lion net girl, SPARK SPEAKER, くぴぽ、川上きらら、KOTO, 狂い咲けセンターロード、TOKYO喫茶、SAWA                                                                                           |
| 2019年6月15日  | 弊社のセミナー                                                                 | 恵比寿BATICA                                                       | 主催イベント Saoriiiii, Milco, パピプペポは難しい、xoxo(Kiss&Hug)EXTREME, SAWA |
| 2019年7月13日  | サワソニ39 海の家 その1                                                        | 江の島 片瀬海岸西浜 海の家PLAY THE EARTH＆片瀬海岸西浜特設ステージ | 主催イベント ミライスカート、未完成リップスパークル、グーグールル、DESURABBITS, avandoned, シンセカイセン、オモテカホ、969, SUMMER ROCKET, パピプペポは難しい、xoxo(Kiss&Hug) EXTREME, 電影と少年CQ, キミノマワリ。、エレクトリックリボン、Leo-Wonder、 ハローニューランド、ハレトキドキ、加野文華(特別MC), SAWA |
| 2019年8月24日  | サワソニ40 海の家 その2                                                        | 江の島 片瀬海岸西浜 海の家PLAY THE EARTH＆片瀬海岸西浜特設ステージ | 主催イベン トエレクトリックリボン、キミノマワリ。 、xoxo(Kiss＆Hug)EXTREME, 減色シアター、Lion net girl, SUMMER ROCKET, パピプペポは難しい、まちだガールズクワイア、THE BANANA MONKEYS, NaNoMoRaL, Chelip, LILY＆YU, 狂い咲けセンターロード, 三宮愛海&小泉茜、川音希、鈴木花純、SAWA                             |
| 2019年9月28日  | サワソニ41 キャンプ                                                            | 西多摩郡 おおばキャンプ村                                          | 主催イベント グーグールル、THE BANANA MONKEYS, まちだガールズクワイア、new fashion food, キミノマワリ。、Leo-Wonder, 加納エミリ、LiLii Kaona, ハローニューランド、NaNoMoRaL, SUMMER ROCKET, Lion net girl, 狂い咲けセンターロード、鈴木花純、LILY&YU feat. 2&, SAWA                                              |
| 2019年11月10日 | サワソニ42 生誕祭                                                              | 上野恩賜公園 水上音楽堂（野外ステージ）                            | 主催生誕イベント キミノマワリ。、LiLii Kaona, パピプペポは難しい、ハローニューランド、ダブルハピネス、エレファンク庭、告白ラフィレット、ピコピコ☆レボリューション、XOXO EXTREME, NaNoMoRaL, SUMMER ROCKET, アクタリウム、鈴木花純、減色シアター、撲我さくら、TOKYO喫茶、SAWA                                     |

### 2020年代
| 2020年01月26日 | サワソニ43 新年祭                        | 渋谷Glad                                | 主催イベント エレクトリックリボン, パピプペポは難しい, avandoned, オモテカホ, ようなぴ（ゆるめるモ！) , キミノマワリ。, 始発待ちアンダーグラウンド, ポニカロード, POMERO, new fashion food, エレファンク庭, SUMMER ROCKET, YES Happy!, XOXO EXTREME, FAVO?, いちごみるく色に染まりたい。, SAWA                                       |
| 2020年7月11日  | サワソニ44 キャンプ                      | 西多摩郡 おおばキャンプ村               | 主催イベント LiLii Kaona, SUMMER ROCKET, Lion net girl, cana÷biss, ごいちー、オモテカホ、CUBΣLIC, 未完成リップスパークル、サンダルテレフォン、BUPPPLE, XOXO EXTREME, エレクトリックリボン, パピプペポは難しい、ラストクエスチョン、棘、NaNoMoRaL, SAWA                                                                               |
| 2020年9月5日   | サワソニ45 キャンプ                      | 西多摩郡 おおばキャンプ村               | 主催イベント TOKYO喫茶, KOTO, LiLii Kaona, SUMMER ROCKET, Lion net girl, cana÷biss, ごいちー, オモテカホ, CUBΣLIC, BUPPPLE, XOXO EXTREME, パピプペポは難しい、ラストクエスチョン、棘、POMERO, SAWA |
| 2020年11月3日  | サワソニ46 生誕祭                        | 上野恩賜公園 水上音楽堂（野外ステージ） | 主催イベント Lilii Kaona, Suzuriha, まちだガールズ・クワイア、cana÷biss, ごいちー、オモテカホ、BUPPPLE, ラストクエスチョン、回せ！グルーヴ開発部、棘、KOTO, TOKYO喫茶、エレファンク庭、SUMMER ROCKET, アクタリウム、CUBΣLIC, SAWA |
| 2020年11月15日 | サワソニ47 リリイベ                      | 上野恩賜公園 水上音楽堂（野外ステージ） | 主催イベント Lilii Kaona, Suzuriha, cana÷biss, ごいちー、BUPPPLE, ラストクエスチョン、回せ！グルーヴ開発部、POMERO, Lion net girl, XOXO EXTREME, エレファンク庭、エレクトリックリボン、SUMMER ROCKET, アクタリウム、NaNoMoRaL, SAWA                                                                                                  |
| 2021年2月13日  | サワソニ48R                              | 渋谷club asia                           | 主催イベント 【1部】工藤ちゃん、始発待ちアンダーグラウンド、棘-おどろ-、なゆたあく、白羽、XOXO EXTREME, SAWA 【2部】Suzuriha, LiLii Kaona, 飛ぺりか夢、グーグールル。まちだガールズ・クワイア、SAWA |
| 2021年2月13日  | サワソニ49                               | 恵比寿Time Out Cafe&Diner               | 主催イベント 【1部】XOXO EXTREME, Saoriiiii, LiLii Kaona, +Sugar., 工藤ちゃん、飛ぺりか夢、SAWA 【2部】Aphrodite, 桐原ユリ、ごいちー、SUMMER ROCKET, BUPPPLE, KOTO, ラストクエスチョン、SAWA |
| 2021年5月8日   | サワソニ50 キャンプ                      | 西多摩郡 おおばキャンプ村               | 主催イベント LiLii Kaona, CUBΣLIC, 雨上がりのラプソディ、+Sugar., 始発待ちアンダーグラウンド、Lion net girl. ラストクエスチョン、ユレルランドスケープ、BUPPPLE, オモテカホ、XOXO EXTREME, パピプペポは難しい、DESURABBITS, 棘 -おどろ-, まちだガールズ・クワイア、cana÷biss, SAWA                                                    |
| 2021年7月3日   | サワソニ51 キャンプ                      | 西多摩郡 おおばキャンプ村               | 主催イベント 鈴音ひとみ、marble≠marble, Sway Emotion Slightly, 雨上がりのラプソディ、BUPPPLE, POMERO, 作者Q, Lion net girl, ようなぴ、LiLii Kaona, Aphrodite, 棘-おどろ-、ピューパ!!, 劇場版ゴキゲン帝国, ラストクエスチョン、 SAWA                                                                                                  |
| 2021年8月14日  | サワソニ52 キャンプ                      | 西多摩郡 おおばキャンプ村               | 主催イベント TOKYO喫茶, MERRY BAD END, 雨上がりのラプソディ, 桐原ユリ, marble≠marble,CUBΣLIC, 鈴音ひとみ, LiLiii Kaona, アイオケ, ラストクエスチョン, ごいちー、棘-おどろ-、なにぬねるん？、cana÷biss, パピプペポは難しい、SAWA |
| 2021年10月31日 | サワソニ53 ハロウィン祭                  | 渋谷DESEO mini                          | 主催イベント 【1部】たまご姫【たまプリ】、IDOLATER, 狂い咲けセンターロード、Sway Emotions Slightly, リルミー、鳥 very bird, TOKYO喫茶、SUMMER ROCKET, DJ WASA 【2部】+Sugar. ごいちー、棘-おどろ-、Lion net girl, LiLii Kaona, CUBΣLIC, cana÷biss, SAWA                                                                              |
| 2021年11月14日 | サワソニ54 生誕祭                        | 上野恩賜公園 水上音楽堂（野外ステージ） | 主催イベント アイオケ, まちだガールズ・クワイア、 Sway Emotions Slightly, LiLii Kaona, 1/fキュレーション、 たまご姫【たまプリ】, CUBΣLIC, ・oxymor≠n, クレイビット、TOKYO喫茶、XOXO EXTREME, STRAY SHEEP CLAYMORE, SUMMER ROCKET, +Sugar., 鈴音ひとみ、くぴぽ、SAWA                                                                  |
| 2022年1月9日   | サワソニ55 あけおめ祭                    | 渋谷DESEO mini                          | 主催イベント 【1部】7セグメント、MEWCATUNE, 狂い咲けセンターロード 【2部】BUPPPLE, TOKYO喫茶、プシュケとラーガ、小泉花恋、37.2℃-ナナドニブ-, Pety, ごいちー、CUBΣLIC, cana÷biss, SAWA |
| 2022年3月12日  | サワソニ56                               | 渋谷DESEO mini                          | 主催イベント 【1部】7セグメント、XOXO EXTREME, LiLii Kaona 【2部】1/fキュレーション、ぷらしゅが、FiDZ, 作者Q, オモテカホ、 SUMMER ROCKET, Aphrodite, 棘-おどろ-、まちだガールズ・クワイア、SAWA |
| 2022年5月21日  | サワソニ57 キャンプ                      | 西多摩郡 おおばキャンプ村               | 主催イベント ぷらしゅが、 作者Q, Leo-Wonder, 白紙のリブート、 マニマニ、SUMMER ROCKET, 一瞬しかない、まちだガールズ・クワイア。CUBΣLIC, LiLiiKaona, 7セグメント、モノクロテレビジョン、Lion net girl, 小泉花恋、 ラストクエスチョン、かりこ(ex.DESURABBITS), 奇天烈ノンフィクション、パピプペポは難しい、SAWA                        |
| 2022年7月9日   | サワソニ58 キャンプ                      | 西多摩郡 おおばキャンプ村               | 主催イベント たまご姫【たまプリ】, 1/fキュレーション、ふぁんたぢあ、pageONE, a lot of love!, XOXO EXTREME, SUMMER ROCKET, まちだガールズ・クワイア, 鈴音ひとみ、FiDZ, ようなぴ、ばっぷる、ラストクエスチョン、Pety, パピプペポは難しい、アイオケ、SAWA                                                                               |
| 2022年9月10日  | サワソニ59 キャンプ                      | 柏しょうなんゆめファーム                | 主催イベント きとかの、リトルネコ、日曜日のアプレミディ、ダンシングシンデレラ、STRAY SHEEP CLAYMORE, 奇天烈ノンフィクション、棘-おどろ-, SUMMER ROCKET, RONLON, 鈴音ひとみ、ばっぷる、輪廻転生、かりこ、くぴぽ、鳥 very bird, ラストクエスチョン、SAWA                                                                               |
| 2022年11月13日 | サワソニ60 生誕祭                        | 恵比寿KA TA(LIQUIDROOM 2F)              | 主催イベント 【1部】 終焉倶楽部、小泉花恋、鈴音ひとみ、一瞬しかない、マニマニ、REBEL REBEL, ごいちー、unraffine (1) 【2部】 Anthology, THE ORGANICS, ばっぷる、SUMMER ROCKET, unraffine (2), エレクトリックリボン、SAWA |
| 2023年1月14日  | サワソニ61 あけおめ祭                    | 渋谷DESEO mini                          | 主催イベント 【1部】 XOXO EXTREME, cana÷biss, 棘-おどろ-, SUMMER ROCKET, STRAY SHEEP CLAY MORE, 一瞬しかない、CIRGO GRINCO, ニューラジオ体操クラブ、文坂なの、ユキノユーリ、unraffine 【2部】 たまプリ、ダンシングシンデレラ、鈴音ひとみ、Anthology, CUBΣLIC, ばっぷる、ピューパ!!, unraffine, 鳥 very bird, SAWA                    |
| 2023年3月18日  | サワソニ62                               | 渋谷DESEO mini                          | 主催イベント 【1部】 メリリー バンピー、エレクトリックリボン、松山あおい、まちだガールズ・クワイア、僕らが夜明け、ダンシングシンデレラ、一瞬しかない、文坂なの、怠田ユニ、CUBΣLIC, SAWA 【2部】 メリリーバンピー、ゆっきゅん、平野友里、STRAY SHEEP CLAYMORE, 小泉花恋、ばっぷる、EMOE, SUMMER ROCKET, ラストクエスチョン、unraffine |
| 2023年4月29日  | サワソニ63mini                           | 渋谷DESEO mini                          | 主催イベント SUMMER ROCKET, ばっぷる、ラストクエスチョン、ユキノユーリ、鳥 very bird, XOXO EXTREME, unraffine, メリリー バンピー |
| 2023年5月12日  | サワソニ64 キャンプ前泊                  | 西多摩郡 おおばキャンプ村               | 主催イベント XOXO EXTREME, REBEL REBEL, EVERYTHING IS WONDER, ラストクエスチョン, ばっぷる, SAWA |
| 2023年5月13日  | サワソニ64 キャンプ                      | 西多摩郡 おおばキャンプ村               | 主催イベント SUMMER ROCKET, ばっぷる、ラストクエスチョン、MEWCATUNE, パピプペポは難しい、キャッチミー、透明写真、PANDAMIC, グデイ、XOXO EXTREME, REBEL REBEL, EVERYTHING IS WONDER, CUBΣLIC, STRAY SHEEP CLAYMORE, メリリー バンピー、unraffine, SAWA                                                                                |
| 2023年6月18日  | SAWA DEBUT 15TH ANNIVERSARY              | 渋谷DESEO mini                          | 主催イベント Fenomeno, MEWCATUNE, ごいちー、メリリーバンピー、ユキノユーリ、unraffine, 鈴音ひとみ、SAWA |
| 2023年7月14日  | サワソニ65 キャンプ前泊                  | 西多摩郡 おおばキャンプ村               | 主催イベント ぼくらが夜明け、XOXO EXTREME, 林奈緒美, ばっぷる, SAWA |
| 2023年7月15日  | サワソニ65 キャンプ                      | 西多摩郡 おおばキャンプ村               | 主催イベント 松山あおい、平成墓嵐、夢咲あいり、HUMAN螺旋、PiXCELLiA, IQ99, 小泉花恋、絶世のインペリアルコレクション、ばっぷる、まちだガールズ・クワイア、ぼくらが夜明け、SUMMER ROCKET, XOXO EXTREME, unraffine, GoldenDrop, メリリーバンピー、 SAWA                                                                                 |
| 2023年8月13日  | サワソニ66mini                           | 渋谷DESEO mini                          | 主催イベント SharLie, クレイビット、鈴音ひとみ、ManaMana, ユキノユーリ、GoldenDrop, メリリーバンピー、SAWA |
| 2023年9月8日   | サワソニ67 前泊キャンプ                  | 西多摩郡 おおばキャンプ村               | 主催イベント ［大切なお知らせ］, 夢咲あいり、クレイビット、ばっぷる, SAWA |
| 2023年9月9日   | サワソニ67 キャンプ                      | 西多摩郡 おおばキャンプ村               | 主催イベント 東京妄想地図、Fenomeno, ばっぷる、怠田ユニ、SharLie, クレイビット、MIC RAW RUGA, エレクトリックリボン、パピプペポは難しい、Pety, SUMMER ROCKET, セカイシティ、yummy green, unraffine, GoldenDrop, メリリーバンピー、SAWA                                                                                                |
| 2023年10月28日 | サワソニ68mini ハロウィン編              | 渋谷DESEO mini                          | 主催イベント マグノリアの雫、cherish your bubble, ぼくらが夜明け、ばっぷる、たまプリ、GoldenDrop, メリリーバンピー、SAWA |
| 2023年11月4日  | サワソニ69 生誕祭                        | 上野恩賜公園 水上音楽堂（野外ステージ） | 主催イベント XOXO EXTREME, アポカリナノ！ , Lion net girl, IZANAGI, エレクトリックリボン、PiXCELLiA, くぴぽ、STRAY SHEEP CLAYMORE, cherish your bubble, ぼくらが夜明け、SUMMER ROCKET, アイオケ、ばっぷる、夢咲あいり、まちだガールズ・クワイア、絶世のインペリアルコレクション、GoldenDrop, メリリーバンピー、SAWA                  |
| 2023年12月3日  | サワソニ70クリスマス                     | 渋谷DESEO mini                          | 主催イベント IZANAGI, エレクトリックリボン、PiXCELLiA, イロハマイ、GoldenDrop, unraffine, SAWA |
| 2023年12月30日 | メリリーバンピーの転職活動               | 渋谷LOFT HEAVEN                         | 主催イベント(?) メリリーバンピー、鈴音ひとみ、にべ子、詩野、積分あんず、夕月未終、SAWA、マグノリアの雫、平成墓嵐 |
| 2024年1月27日  | サワソニ71新年祭                         | 渋谷DESEO mini                          | 主催イベント XOXO EXTREME, SUMMER ROCKET, あまりりす、さおり凛ね、エレクトリックリボン、GoldenDrop, unraffine, SAWA |
| 2024年3月23日  | サワソニ72                               | 渋谷DESEO mini                          | 主催イベント MIC RAW RUGA, オモテカホ、原宿眠眠、ぼくらが夜明け、GoldenDrop, unraffine, SAWA |
| 2024年5月17日  | サワソニ73 前泊キャンプ                  | 西多摩郡 おおばキャンプ村               | 主催イベント はちみつBLACK, 963, ハチキュウ、ハルカスミ、SAWA |
| 2024年5月18日  | サワソニ73 キャンプ                      | 西多摩郡 おおばキャンプ村               | 主催イベント STRAY SHEEP CLAYMORE, 平野友里、Ac!u Gromov, MIC RAW RUGA, sommeil sommeil, you-show, カノサレ、ハチキュウ、ハルカスミ、ミレディ♡チャーム、鈴音ひとみ、まちだガールズ・クワイア、SUMMER ROCKET, 一瞬しかない、unraffine, GoldenDrop, SAWA                                                                               |
| 2024年6月15日  | 「正しい順応性」レコ発ワンマンライブ2024 | 下北沢モナレコード                      | 主催ワンマンライブ |

## メディア

### TV
- みんなのうた （2012年12月 - 2013年1月放送曲「ソプラノレイン」、 NHK）
- NNNストレイトニュース（2013年1月 - 3月、ウェザーコーナー放送曲「Try Again!」、日本テレビ）
- ミシラジTV（2013年11月 - 2014年10月、TOKAIコミュニティーチャンネル）- アシスタントMC

### CM
- 東京メトロ To Me CARD -「ToMeくん」CMソング
- フコク生命 未来のとびら 人生の転機「キティ ボーカル」篇  - コーラス参加
- BOAT RACE振興会 TVCM 「BOATNYA CM Episode3 -BLUE BOATNYA DANCE-」- 歌唱担当
- LINE Pay - TVCM歌唱担当
- 株式会社 明治 ヨーグレット・ハイレモンTVCM「ポリポリダンス」篇 - 歌唱担当
- 花王新バスマジックリンTVCM「泡切れ早い！」篇 - サウンドロゴ担当
- イケア WebCM「ファースト・イケアデート」篇 - 歌唱担当
- MERY（メリー）TVCM 「アドバイス」篇 - サウンドロゴ担当
- 武田薬品工業 アリナミン7シリーズTVCM「セルフィー疲れ」WebCM「乙です、ソーシャルちゃん！」篇 - 歌唱担当
- カウリノ - CM歌唱担当
- toto・BIGウェブCM「BIG 当せん体験動画」SAWA feat.YUC'e - 作曲・歌唱担当
- 大阪チャンネル「雨上がりコンプライアンス」WebCM「吉本双子ダンス」- 作詞・作曲・歌唱担当
- プロミスTVCM「はじめてのデート」篇 - サウンドロゴ担当
- パソナテック スペシャルムービー『HelloWorld 6人のエンジニアの6ヶ月間』全4話 - 歌唱担当
- ダイセルTVCM 第2弾「飛んでくるのダ」篇 - 歌唱・ナレーション担当
- QTmobile おしゃべりシリーズ「お得な訳は」篇 - 歌唱担当
- 銀のスプーン にゃんSpoon TVCM 「こぼれにくい革命篇」B - 歌唱担当

### ラジオ
- BellJamRadio Z（2012年12月、2013年1月、2013年10月、2014年9月、2015年12月、WALLOP放送局）- マンスリーパーソナリティ
- SAWAの「デュベティカット・フライアウェイラジオ（2013年10月 - 2014年3月、毎週日曜、レインボータウンFM）- MC
- ライムスター宇多丸のウィークエンド・シャッフル（TBSラジオ）- DJとして
- HELLO WORLD （J-WAVE）- DJとして

### Web配信
- sa-world radio（2009年7月17日 - 2011年8月12日、公式サイトより隔週配信）
- 集まれ☆暇人!!（2012年4月15日 - 毎月第2日曜日放送、Ustream）
- アニメ「うっちゃり!」（2025年6月23日、YouTube配信） - 福原ゆき 役

### インタビュー記事
- SAWA インタビュー (2010.06.29 CINRA掲載)
- ガジェット女子 アーティスト特集 SAWA（2013年4月 ガジェット通信掲載）
- OTOTOY "POWERPUSH" SAWA（2013年6月~8月 OTOTOY掲載）
- サマソニよりサワソニ！ SAWA自主企画「サワソニ vol.6」でミニアルバム「RingaRinga」の新曲披露（2014年8月 ガチ恋！掲載）
- 「サワソニ」主催者SAWAが発見したアイドル現場が盛り上がる理由（2015年2月 エンタメNEXT掲載）
- 音楽性の高いアイドルが見せる新たなアイドルライブ アーティスト・SAWAが手掛ける『サワソニ Vol.9』 - ウェイバックマシン（2019年4月13日アーカイブ分）(2015年2月 おたぽる掲載）
- キレッキレ過ぎるダンスで会場を沸かすソロ・アイドル、KOTOの最新楽曲がついに配信開始! SAWA×KOTOインタビュー (2015年4月 OTOTOY掲載)